# Pressburger Bahn
| | |                                                                |                                                                |
| Streckennummer: | 191 01 |                                                                |                                                                |
| Kursbuchstrecke (ÖBB): | 907, 917 (CAT) |                                                                |                                                                |
| Streckenlänge: | 70,076 km davon: - Stadtstrecke Wien: 12,553 km - Überlandstrecke in Österreich: 48,255 km - Überlandstrecke in der Slowakei: 2,477 km - Stadtstrecke Bratislava: 4,389 km - gemeinsam mit Straßenbahn Bratislava: 1,639 km - Verbindungsstrecke in Petržalka: 0,763 km |                                                                |                                                                |
| Spurweite: | 1435 mm (Normalspur) |                                                                |                                                                |
| Stromsystem: | 15 kV 16,7 Hz ~ |                                                                |                                                                |
| Maximale Neigung: | 30 ‰ |                                                                |                                                                |
| Streckengeschwindigkeit: | 140 km/h |                                                                |                                                                |
| Zweigleisigkeit: | Schwechat–Flughafen Wien |                                                                |                                                                |
| | |                                                                |                                                                |
| \| \| 0,000 \| Streckenbeginn \| Streckenbeginn \| \| \| 0,035 \| Wien Großmarkthalle \| Wien Großmarkthalle \| \| \| \| Straßenbahn durch die Marxergasse \| \| \| \| \| Donaukanallinie, heute U4 \| \| \| \| 0,656 \| Radetzkybrücke \| Radetzkybrücke \| \| \| \| Straßenbahn durch die Radetzkystraße \| \| \| \| 0,90 \| Ende der Doppelspur \| Ende der Doppelspur \| \| \| \| Straßenbahn durch die Radetzkystraße \| \| \| \| \| Verbindungsbahn \| \| \| \| 1,400 \| Krieglergasse \| Krieglergasse \| \| \| \| Straßenbahn durch die Rasumofskygasse \| \| \| \| 2,100 \| Rotundenbrücke \| Rotundenbrücke \| \| \| 3,400 \| Stadionbrücke \| Stadionbrücke \| \| \| \| Straßenbahn durch die Schlachthausgasse \| \| \| \| 4,700 \| Gassteg \| 159,7 m ü. A. \| \| \| \| Laaer Ostbahn \| \| \| \| 5,850 \| Elektrizitätswerk Simmering \| 160,36 m ü. A. \| \| \| 7,100 \| Teerfabrik \| 159,99 m ü. A. \| \| \| 8,400 \| Holzmarkt (ab 10. März 1923) \| Holzmarkt (ab 10. März 1923) \| \| \| 9,724 \| Artilleriekaserne \| 157,06 m ü. A. \| \| \| 10,314 \| Zinnergasse \| Zinnergasse \| \| \| \| Straßenbahn durch die Kaiser-Ebersdorfer Straße \| \| \| \| 11,382 \| Dreherstraße \| 158,99 m ü. A. \| \| \| 11,967 \| Klein Schwechat Paul-Schiff-Gasse (bis 11. Juni 1924) \| Klein Schwechat Paul-Schiff-Gasse (bis 11. Juni 1924) \| \| \| \| Donauländebahn \| \| \| \| \| von Klein Schwechat \| \| \| \| 12,553 \| Schwechat \| Schwechat \| \| \| 14,730 \| Mannswörth \| Mannswörth \| \| \| 15,063 \| Awanst Borealis \| Awanst Borealis \| \| \| 17,700 \| Schwechat Ost (bis 30. April 1939) \| Schwechat Ost (bis 30. April 1939) \| \| \| \| \| \| \| \| 18,575 \| Schwechat Flughafen Wien (bis 18. Mai 1977) \| Schwechat Flughafen Wien (bis 18. Mai 1977) \| \| \| 18,718 \| Stationstunnel (816 m) \| Stationstunnel (816 m) \| \| \| 19,300 \| Flughafen Wien (seit 19. Mai 1977) \| Flughafen Wien (seit 19. Mai 1977) \| \| \| 20,096 \| Pistentunnel (733 m) \| Pistentunnel (733 m) \| \| \| 21,033 \| Fischamend Reichsstraße \| 176,27 m ü. A. \| \| \| \| Flughafenspange nach Götzendorf \| \| \| \| \| \| \| \| \| \| nach Mannersdorf \| \| \| \| 22,500 \| Dorf Fischamend (bis 30. Mai 1965) \| 157,98 m ü. A. \| \| \| 23,379 \| Fischamend \| 156,65 m ü. A. \| \| \| 29,421 \| Maria Ellend a.d. Donau \| 172 m ü. A. \| \| \| 31,016 \| Haslau a.d. Donau (Bft.) \| 191,43 m ü. A. \| \| \| 36,305 \| Regelsbrunn \| Regelsbrunn \| \| \| 37,985 \| Wildungsmauer \| Wildungsmauer \| \| \| \| von Bruck an der Leitha West \| \| \| \| 43,218 \| Petronell-Carnuntum \| 186 m ü. A. \| \| \| 46,747 \| Awanst Ledex \| Awanst Ledex \| \| \| 47,851 \| Bad Deutsch-Altenburg \| 171 m ü. A. \| \| \| 50,185 \| Hainburg a.d. Donau Kulturfabrik \| Hainburg a.d. Donau Kulturfabrik \| \| \| 50,870 \| Hainburg a.d. Donau Personenbahnhof \| Hainburg a.d. Donau Personenbahnhof \| \| \| 51,305 \| Awanst Austria Tabak \| Awanst Austria Tabak \| \| \| 51,574 \| Hainburg a.d. Donau Ungartor \| Hainburg a.d. Donau Ungartor \| \| \| 56,182 \| Wolfsthal \| 150 m ü. A. \| \| \| 56,530 \| Streckenende \| Streckenende \| \| \| 60,684 \| Berg \| 137,4 m ü. A. \| \| \| 60,775 \| Eigentumsgrenze L.W.P. / P.O.H.É.V. \| Eigentumsgrenze L.W.P. / P.O.H.É.V. \| \| \| 60,8086,866 \| Österreich / Slowakei \| Österreich / Slowakei \| \| \| 4,885 \| Kopčany dopravná výhybňa \| Kopčany dopravná výhybňa \| \| \| 4,3890,000 \| Kopčany \| 136,3 m ü. A. \| \| \| \| von Parndorf \| \| \| \| \| von Hegyeshalom \| \| \| \| 0,763 \| Bratislava-Petržalka \| Bratislava-Petržalka \| \| \| \| nach Bratislava \| \| \| \| 3,671 \| Petržalka továrenská kolónia \| Petržalka továrenská kolónia \| \| \| 3,151 \| Petržalka horná zastávka \| Petržalka horná zastávka \| \| \| 2,614 \| Petržalka Viedenská hradská \| Petržalka Viedenská hradská \| \| \| 2,065 \| Petržalka \| Petržalka \| \| \| 1,645 \| Petržalka Veslársky klub \| Petržalka Veslársky klub \| \| \| 1,142 \| Petržalka výhybňa \| Petržalka výhybňa \| \| \| 0,690 \| Petržalka Aréna \| Petržalka Aréna \| \| \| 0,630 \| Beginn der Doppelspur \| Beginn der Doppelspur \| \| \| \| Alte Brücke über Donau und Hafenbahn \| \| \| \| 0,0001,639 \| Eigentumsgrenze P.O.H.É.V. / P.V.V.V., Ende der Schleifenfahrt \| Eigentumsgrenze P.O.H.É.V. / P.V.V.V., Ende der Schleifenfahrt \| \| \| \| \| \| \| \| 1,425 \| Bratislava Veliteľstvo armádneho zboru \| Bratislava Veliteľstvo armádneho zboru \| \| \| 0,120 \| Bratislava Veliteľstvo armádneho zboru \| Bratislava Veliteľstvo armádneho zboru \| \| \| 0,520 \| Bratislava Námestie Korunovačného pahorku \| Bratislava Námestie Korunovačného pahorku \| \| \| 0,790 \| Bratislava Hotel Savoy \| Bratislava Hotel Savoy \| \| \| 1,144 \| Bratislava Červený vôl \| Bratislava Červený vôl \| \| \| \| \| \| | |                                                                |                                                                |
| | 0,000 | Streckenbeginn                                                 | Streckenbeginn                                                 |
| Bahnhof (Strecke außer Betrieb) | 0,035 | Wien Großmarkthalle                                            | Wien Großmarkthalle                                            |
| Kreuzung mit U-Bahn (Strecken außer Betrieb) | | Straßenbahn durch die Marxergasse                              | Straßenbahn durch die Marxergasse                              |
| Kreuzung mit U-Bahn mit Tunnelstrecke (Strecke geradeaus außer Betrieb) | | Donaukanallinie, heute U4                                      | Donaukanallinie, heute U4                                      |
| Haltepunkt / Haltestelle (Strecke außer Betrieb) | 0,656 | Radetzkybrücke                                                 | Radetzkybrücke                                                 |
| Kreuzung mit U-Bahn (Strecke geradeaus außer Betrieb) | | Straßenbahn durch die Radetzkystraße                           | Straßenbahn durch die Radetzkystraße                           |
| Kilometer-Wechsel (Strecke außer Betrieb) | 0,90 | Ende der Doppelspur                                            | Ende der Doppelspur                                            |
| Kreuzung mit U-Bahn geradeaus unten (Strecke geradeaus außer Betrieb) | | Straßenbahn durch die Radetzkystraße                           | Straßenbahn durch die Radetzkystraße                           |
| Kreuzung geradeaus unten (Strecke geradeaus außer Betrieb) | | Verbindungsbahn                                                | Verbindungsbahn                                                |
| Bahnhof (Strecke außer Betrieb) | 1,400 | Krieglergasse                                                  | Krieglergasse                                                  |
| Kreuzung mit U-Bahn (Strecke geradeaus außer Betrieb) | | Straßenbahn durch die Rasumofskygasse                          | Straßenbahn durch die Rasumofskygasse                          |
| Bahnhof (Strecke außer Betrieb) | 2,100 | Rotundenbrücke                                                 | Rotundenbrücke                                                 |
| Bahnhof (Strecke außer Betrieb) | 3,400 | Stadionbrücke                                                  | Stadionbrücke                                                  |
| Kreuzung mit U-Bahn geradeaus unten (Strecken außer Betrieb) | | Straßenbahn durch die Schlachthausgasse                        | Straßenbahn durch die Schlachthausgasse                        |
| Bahnhof (Strecke außer Betrieb) | 4,700 | Gassteg                                                        | 159,7 m ü. A.                                                  |
| Kreuzung geradeaus unten (Strecke geradeaus außer Betrieb) | | Laaer Ostbahn                                                  | Laaer Ostbahn                                                  |
| Bahnhof (Strecke außer Betrieb) | 5,850 | Elektrizitätswerk Simmering                                    | 160,36 m ü. A.                                                 |
| Bahnhof (Strecke außer Betrieb) | 7,100 | Teerfabrik                                                     | 159,99 m ü. A.                                                 |
| Haltepunkt / Haltestelle (Strecke außer Betrieb) | 8,400 | Holzmarkt (ab 10. März 1923)                                   | Holzmarkt (ab 10. März 1923)                                   |
| Bahnhof (Strecke außer Betrieb) | 9,724 | Artilleriekaserne                                              | 157,06 m ü. A.                                                 |
| Haltepunkt / Haltestelle (Strecke außer Betrieb) | 10,314 | Zinnergasse                                                    | Zinnergasse                                                    |
| Kreuzung mit U-Bahn (Strecken außer Betrieb) | | Straßenbahn durch die Kaiser-Ebersdorfer Straße                | Straßenbahn durch die Kaiser-Ebersdorfer Straße                |
| Haltepunkt / Haltestelle (Strecke außer Betrieb) | 11,382 | Dreherstraße                                                   | 158,99 m ü. A.                                                 |
| Haltepunkt / Haltestelle (Strecke außer Betrieb) | 11,967 | Klein Schwechat Paul-Schiff-Gasse (bis 11. Juni 1924)          | Klein Schwechat Paul-Schiff-Gasse (bis 11. Juni 1924)          |
| Kreuzung geradeaus unten (Strecke geradeaus außer Betrieb) | | Donauländebahn                                                 | Donauländebahn                                                 |
| Abzweig ehemals geradeaus und von rechts | | von Klein Schwechat                                            | von Klein Schwechat                                            |
| Bahnhof | 12,553 | Schwechat                                                      | Schwechat                                                      |
| Haltepunkt / Haltestelle | 14,730 | Mannswörth                                                     | Mannswörth                                                     |
| Abzweig geradeaus und von links | 15,063 | Awanst Borealis                                                | Awanst Borealis                                                |
| ehemaliger Haltepunkt / Haltestelle | 17,700 | Schwechat Ost (bis 30. April 1939)                             | Schwechat Ost (bis 30. April 1939)                             |
| | |                                                                |                                                                |
| Strecke | 18,575 | Schwechat Flughafen Wien (bis 18. Mai 1977)                    | Schwechat Flughafen Wien (bis 18. Mai 1977)                    |
| Tunnelanfang · Strecke | 18,718 | Stationstunnel (816 m)                                         | Stationstunnel (816 m)                                         |
| Bahnhof · Strecke | 19,300 | Flughafen Wien (seit 19. Mai 1977)                             | Flughafen Wien (seit 19. Mai 1977)                             |
| Kilometer-Wechsel · Strecke | 20,096 | Pistentunnel (733 m)                                           | Pistentunnel (733 m)                                           |
| Tunnelende · Bahnhof | 21,033 | Fischamend Reichsstraße                                        | 176,27 m ü. A.                                                 |
| Abzweig geradeaus und nach rechts | | Flughafenspange nach Götzendorf                                | Flughafenspange nach Götzendorf                                |
| Überleitstelle / Spurwechsel links | |                                                                |                                                                |
| Strecke nach rechts und nach rechts | | nach Mannersdorf                                               | nach Mannersdorf                                               |
| ehemaliger Haltepunkt / Haltestelle | 22,500 | Dorf Fischamend (bis 30. Mai 1965)                             | 157,98 m ü. A.                                                 |
| Bahnhof | 23,379 | Fischamend                                                     | 156,65 m ü. A.                                                 |
| Bahnhof | 29,421 | Maria Ellend a.d. Donau                                        | 172 m ü. A.                                                    |
| Haltepunkt / Haltestelle | 31,016 | Haslau a.d. Donau (Bft.)                                       | 191,43 m ü. A.                                                 |
| Bahnhof | 36,305 | Regelsbrunn                                                    | Regelsbrunn                                                    |
| Haltepunkt / Haltestelle | 37,985 | Wildungsmauer                                                  | Wildungsmauer                                                  |
| Abzweig geradeaus und von rechts | | von Bruck an der Leitha West                                   | von Bruck an der Leitha West                                   |
| Bahnhof | 43,218 | Petronell-Carnuntum                                            | 186 m ü. A.                                                    |
| Abzweig geradeaus und ehemals von rechts | 46,747 | Awanst Ledex                                                   | Awanst Ledex                                                   |
| Bahnhof | 47,851 | Bad Deutsch-Altenburg                                          | 171 m ü. A.                                                    |
| Bahnhof | 50,185 | Hainburg a.d. Donau Kulturfabrik                               | Hainburg a.d. Donau Kulturfabrik                               |
| Haltepunkt / Haltestelle | 50,870 | Hainburg a.d. Donau Personenbahnhof                            | Hainburg a.d. Donau Personenbahnhof                            |
| Abzweig geradeaus und ehemals nach rechts | 51,305 | Awanst Austria Tabak                                           | Awanst Austria Tabak                                           |
| Haltepunkt / Haltestelle | 51,574 | Hainburg a.d. Donau Ungartor                                   | Hainburg a.d. Donau Ungartor                                   |
| Bahnhof | 56,182 | Wolfsthal                                                      | 150 m ü. A.                                                    |
| | 56,530 | Streckenende                                                   | Streckenende                                                   |
| Bahnhof (Strecke außer Betrieb) | 60,684 | Berg                                                           | 137,4 m ü. A.                                                  |
| Grenze (Strecke außer Betrieb) | 60,775 | Eigentumsgrenze L.W.P. / P.O.H.É.V.                            | Eigentumsgrenze L.W.P. / P.O.H.É.V.                            |
| Grenze (Strecke außer Betrieb) | 60,8086,866 | Österreich / Slowakei                                          | Österreich / Slowakei                                          |
| Haltepunkt / Haltestelle (Strecke außer Betrieb) | 4,885 | Kopčany dopravná výhybňa                                       | Kopčany dopravná výhybňa                                       |
| Betriebs-/Güterbahnhof Strecke bis hier außer Betrieb | 4,3890,000 | Kopčany                                                        | 136,3 m ü. A.                                                  |
| | | von Parndorf                                                   |                                                                |
| Abzweig geradeaus, von rechts und Tunnelende | | von Hegyeshalom                                                | von Hegyeshalom                                                |
| Bahnhof Streckenende | 0,763 | Bratislava-Petržalka                                           | Bratislava-Petržalka                                           |
| Strecke nach rechts und nach rechts | | nach Bratislava                                                | nach Bratislava                                                |
| Bahnhof (Strecke außer Betrieb) | 3,671 | Petržalka továrenská kolónia                                   | Petržalka továrenská kolónia                                   |
| Haltepunkt / Haltestelle (Strecke außer Betrieb) | 3,151 | Petržalka horná zastávka                                       | Petržalka horná zastávka                                       |
| Haltepunkt / Haltestelle (Strecke außer Betrieb) | 2,614 | Petržalka Viedenská hradská                                    | Petržalka Viedenská hradská                                    |
| Haltepunkt / Haltestelle (Strecke außer Betrieb) | 2,065 | Petržalka                                                      | Petržalka                                                      |
| Haltepunkt / Haltestelle (Strecke außer Betrieb) | 1,645 | Petržalka Veslársky klub                                       | Petržalka Veslársky klub                                       |
| Bahnhof (Strecke außer Betrieb) | 1,142 | Petržalka výhybňa                                              | Petržalka výhybňa                                              |
| Haltepunkt / Haltestelle (Strecke außer Betrieb) | 0,690 | Petržalka Aréna                                                | Petržalka Aréna                                                |
| Kilometer-Wechsel (Strecke außer Betrieb) | 0,630 | Beginn der Doppelspur                                          | Beginn der Doppelspur                                          |
| Brücke über Wasserlauf (Strecke außer Betrieb) | | Alte Brücke über Donau und Hafenbahn                           | Alte Brücke über Donau und Hafenbahn                           |
| Grenze mit U-Bahn (Strecke außer Betrieb) | 0,0001,639 | Eigentumsgrenze P.O.H.É.V. / P.V.V.V., Ende der Schleifenfahrt | Eigentumsgrenze P.O.H.É.V. / P.V.V.V., Ende der Schleifenfahrt |
| | |                                                                |                                                                |
| U-Bahn-Haltepunkt / Haltestelle · U-Bahn-Strecke | 1,425 | Bratislava Veliteľstvo armádneho zboru                         | Bratislava Veliteľstvo armádneho zboru                         |
| U-Bahn-Strecke geradeaus · U-Bahn-Haltepunkt / Haltestelle | 0,120 | Bratislava Veliteľstvo armádneho zboru                         | Bratislava Veliteľstvo armádneho zboru                         |
| U-Bahn-Strecke geradeaus · U-Bahn-Haltepunkt / Haltestelle | 0,520 | Bratislava Námestie Korunovačného pahorku                      | Bratislava Námestie Korunovačného pahorku                      |
| U-Bahn-Strecke geradeaus · U-Bahn-Haltepunkt / Haltestelle | 0,790 | Bratislava Hotel Savoy                                         | Bratislava Hotel Savoy                                         |
| U-Bahn-Strecke geradeaus · U-Bahn-Haltepunkt / Haltestelle | 1,144 | Bratislava Červený vôl                                         | Bratislava Červený vôl                                         |
| | |                                                                |                                                                |

Die Pressburger Bahn, ungarisch Bécsi villamos beziehungsweise slowakisch Viedenská električka für Wiener Elektrische genannt, war eine direkte Eisenbahnverbindung von Wien über Schwechat und Wolfsthal nach Pressburg, ursprünglich im Königreich Ungarn gelegen, heute als Bratislava Hauptstadt der Slowakei. Die einst 70,076 Kilometer lange, durchgehend elektrifizierte und normalspurige Lokalbahn entlang der Donau wurde 1914 eröffnet, wobei 12,553 Kilometer auf die Stadtstrecke in Wien, 50,732 Kilometer auf die Überlandstrecke, 4,389 Kilometer auf die Stadtstrecke in Pressburg, 1,639 Kilometer auf den gemeinsam mit der Straßenbahn Bratislava benutzten Abschnitt und 0,763 Kilometer auf die Verbindungsstrecke zur Bahnstrecke Bratislava–Hegyeshalom entfielen.

## Streckenbeschreibung

### Wiener Stadtstrecke
In Wien wurde für die Pressburger Bahn eine neue Strecke gebaut, die zwischen dem Zentrum Wiens und Schwechat weitab von allen wichtigen Straßenbahnlinien, wie sie durch die Landstraßer Hauptstraße, den Rennweg und die Simmeringer Hauptstraße bestanden, verlief. Die Vorteile dieser Trassierung bestanden darin, dass die 15 kV/16⅔ Hz-Übertragungsleitung vom städtischen Dampfkraftwerk Wien Simmering, wo die Umformersätze zur Erzeugung des Bahnstroms für die Überlandstrecke aufgestellt wurden, nach Schwechat die Fahrleitungsmasten der Stadtstrecke mitbenützen konnte. Zudem musste die Pressburger Bahn, im Gegensatz etwa zu den Wiener Lokalbahnen, keine Péagegebühren für die Mitbenützung von städtischen Straßenbahngleisen entrichten.
Die Pressburger Bahn kreuzte zwar an der Kleinen Marxerbrücke, an der Radetzkybrücke, an der Rotundenbrücke sowie an der Kreuzung Zinnergasse / Kaiser-Ebersdorfer Straße die städtische Straßenbahn höhengleich, hatte mit dieser jedoch nirgendwo eine Gleisverbindung.
Die Strecke innerhalb Wiens verlief auf Straßenniveau. Sie begann an der Einmündung der Gigergasse in die Landstraßer Hauptstraße. Der Endbahnhof Großmarkthalle befand sich vor dem Aufnahmsgebäude des damaligen Bahnhofs Wien Hauptzollamt. Dort bestand Anschluss an die Wiener Dampfstadtbahn beziehungsweise ab 1925 an die Wiener Elektrische Stadtbahn. Im Anschluss folgte eine Parallelstrecke zur Vorderen Zollamtsstraße, wobei die Züge in Richtung Pressburg die Henslerstraße nutzten, während die von dort kommenden durch die Stelzhamergasse fuhren. Letztlich fuhren auch nur die Fernzüge nach Pressburg von der eigentlichen Endstelle ab, während die Lokalzüge von und nach Schwechat die Parallelstrecke als Häuserblockschleife im Uhrzeigersinn nutzten und ihre eigene Abfahrtsstelle in der Henslerstraße hatten. Die mit dem „Anschluss“ an das Deutsche Reich im Jahr 1938 erfolgte Umstellung von Links- auf Rechtsverkehr führte dort schließlich zu einer Umkehrung der Fahrtrichtung.
Im Anschluss an die Parallelstrecke verlief die Pressburger Bahn ein kurzes Stück auf der Vorderen Zollamtsstraße, die Wien flussabwärts entlang und bei der Mündung der Wien in den Donaukanal oberhalb der Rampe von der Radetzkybrücke zum Hermannpark. Kurz danach verlief die Strecke auf dem Niveau des Donaukanalkais, und auf diesem unterquerte sie die Franzensbrücke (mit Straßenbahn), die Verbindungsbahnbrücke (Eisenbahn) und die Kaiser-Josef-Brücke (seit 1920 Schlachthaus-, heute Stadionbrücke; mit Straßenbahn).
Die weitere Strecke verlief entlang des rechten Ufers des Donaukanals und der Dampfschiffstraße, der Weißgerberlände, der Erdberger Lände, der (damals längeren) Schnirchgasse, des damaligen Steinlagerplatzes der Gemeinde Wien (beim Gassteg) und der Simmeringer Lände (heute teilweise zur Autobahn A4 ausgebaut). Dort führte sie am Kraftwerk Simmering vorbei und bog (ähnlich der heutigen A 4) 2,2 Kilometer danach in die Simmeringer Haide ab, damals ein landwirtschaftlich genutztes Stadtrandgebiet. Von dort erreichte die Strecke schließlich die Kaiserebersdorfer Straße, unterquerte im Zuge der Dreherstraße zunächst die Donauländebahn und passierte anschließend die Stadtgrenze. Unmittelbar danach mündete die Strecke beim schon auf dem Gebiet von Schwechat liegenden Pressburger Bahnplatz in einer Rampe in die Abzweigung von der Donauländebahn aus Richtung Kledering, die heutige Zufahrt zur Überlandstrecke der Pressburger Bahn.
Die gesamte Wiener Stadtstrecke war bis auf das kurze Stück von der Endstation bis zur Einmündung des Wienflusses in den Donaukanal sowie die sieben Ausweichen eingleisig ausgeführt, wobei ab der Einmündung Löwengasse ein eigener Bahnkörper auf Vignolschienen zur Verfügung stand. Die Oberleitungsspannung betrug 600 Volt Gleichstrom. Zur Gegenzugsicherung diente eine Signalanlage mit elektrischen Lichtsignalen. Für den Rangierbetrieb auf den Wechselstromgleisen des Systemwechselbahnhofs Schwechat, des Betriebsmittelpunktes auf österreichischer Seite, waren die auf der Wiener Stadtstrecke eingesetzten Lokomotiven ferner mit Akkumulatoren ausgestattet. Diese waren so dimensioniert, dass sie den ganzen Tag über nicht nachgeladen werden mussten. Außerdem hatten ihre Stromabnehmer eine Sicherung, die ein versehentliches Andrahten an der Wechselstromoberleitung verhinderte. Die Verwendung von Stromschienen im Bahnhof Groß Schwechat schied hingegen wegen des dichten Betriebs dort aus.

### Überlandstrecke
Die Überlandstrecke folgte im großen und ganzen der alten römischen Heerstraße längs der Donau. Sie war das Herzstück der Pressburger Bahn und wurde als Vollbahn nach den Vorschriften der k.k. Staatsbahnen betrieben. Ab Schwechat verlief sie in östlicher Richtung über die Haltestellen Mannswörth und Heidfeld, später durch den Bahnhof Flughafen Wien ersetzt, zum Abzweigbahnhof Fischamend Reichsstraße. In diesem Abschnitt konnte die Pressburger Bahn die bereits seit 1884 bestehende Lokalbahn Klein Schwechat–Mannersdorf mitbenutzen, musste allerdings die Elektrifizierung vornehmen.
Ab Fischamend Reichsstraße führte sie weiter über die Haltestelle Dorf Fischamend, den Bahnhof Markt Fischamend, den Bahnhof Haslau-Maria Ellend und die Haltestelle Haslau-Maria Ellend zum Bahnhof Regelsbrunn. Anschließend folgten die Haltestelle Wildungsmauer und die Bahnhöfe Petronell-Carnuntum und Bad Deutsch-Altenburg, ehe Hainburg an der Donau erreicht wurde. Hier gab es die zwei Bahnhöfe Frachtenbahnhof und Personenbahnhof und die Haltestelle Ungartor. Der Streckenteil Petronell–Hainburg a.d. Donau Frachtenbahnhof war eine von der Pressburger Bahn mitbenützte und elektrifizierte Strecke der k.k. Staatsbahnen, die ursprünglich eine Fortsetzung der Bahnstrecke Bruck an der Leitha-West–Petronell-Carnuntum darstellte.
Östlich der Stadt Hainburg folgten die Bahnhöfe Wolfsthal und Berg, bis die Strecke bei Kilometer 60,808 auf ungarisches Staatsgebiet wechselte und kurz darauf den Systemwechselbahnhof Kopčany erreichte. Dieser war nicht identisch mit dem gleichnamigen Bahnhof der Bahnstrecke Parndorf–Bratislava-Petržalka. Er lag vielmehr südwestlich des heutigen Bahnhofs Bratislava-Petržalka im annähernd rechten Winkel zu dessen Gleisanlagen. Der Bahnhof Kopčany war durch eine 763 Meter lange Verbindungsstrecke an den Bahnhof Bratislava-Petržalka angeschlossen, die gleichfalls als Vollbahn ausgeführt war.
Die Überlandstrecke wurde im Gegensatz zu den beiden Stadtstrecken mit der damals noch neuen Einphasen-Wechselstromtechnik 16⅔ Hz, 15.000 Volt ausgerüstet, die noch heute angewandt wird. Nach der Mittenwaldbahn in Tirol handelte es sich um die zweite Linie mit diesem Stromsystem in Cisleithanien. Ein gemischtes Gleichstrom-Wechselstrom-System für Stadt und Land wurde zuvor schon bei der Lokalbahn Wien–Baden eingesetzt, allerdings mit gleicher Spannung. Die zulässige Höchstgeschwindigkeit auf der Überlandstrecke betrug 60 km/h.
In Kopčany waren zwei Gleise für den Stromsystemwechsel ausgelegt. Dort setzte die aus Österreich kommende Wechselstromlokomotive unter Zuhilfenahme einer Stromschiene – die einen 50 Meter langen Abschnitt ohne Oberleitung überbrückte – an das andere Ende des Zuges um, während die ungarische Gleichstromlokomotive die Wagen übernahm. Um Fehlbedienungen zu vermeiden, war der Fahrdraht dort ausnahmsweise in einer Höhe von 6,3 Metern aufgehängt, und die Stromabnehmer der Wechselstromlokomotiven hatten einen Anschlag, der verhinderte, dass ihre Schleifleisten diese Höhe erreichten. Der Bahnhof Kopčany war darüber hinaus der Betriebsmittelpunkt der P.O.H.É.V.; so befand sich dort beispielsweise ein fünfständiger Lokomotivschuppen.

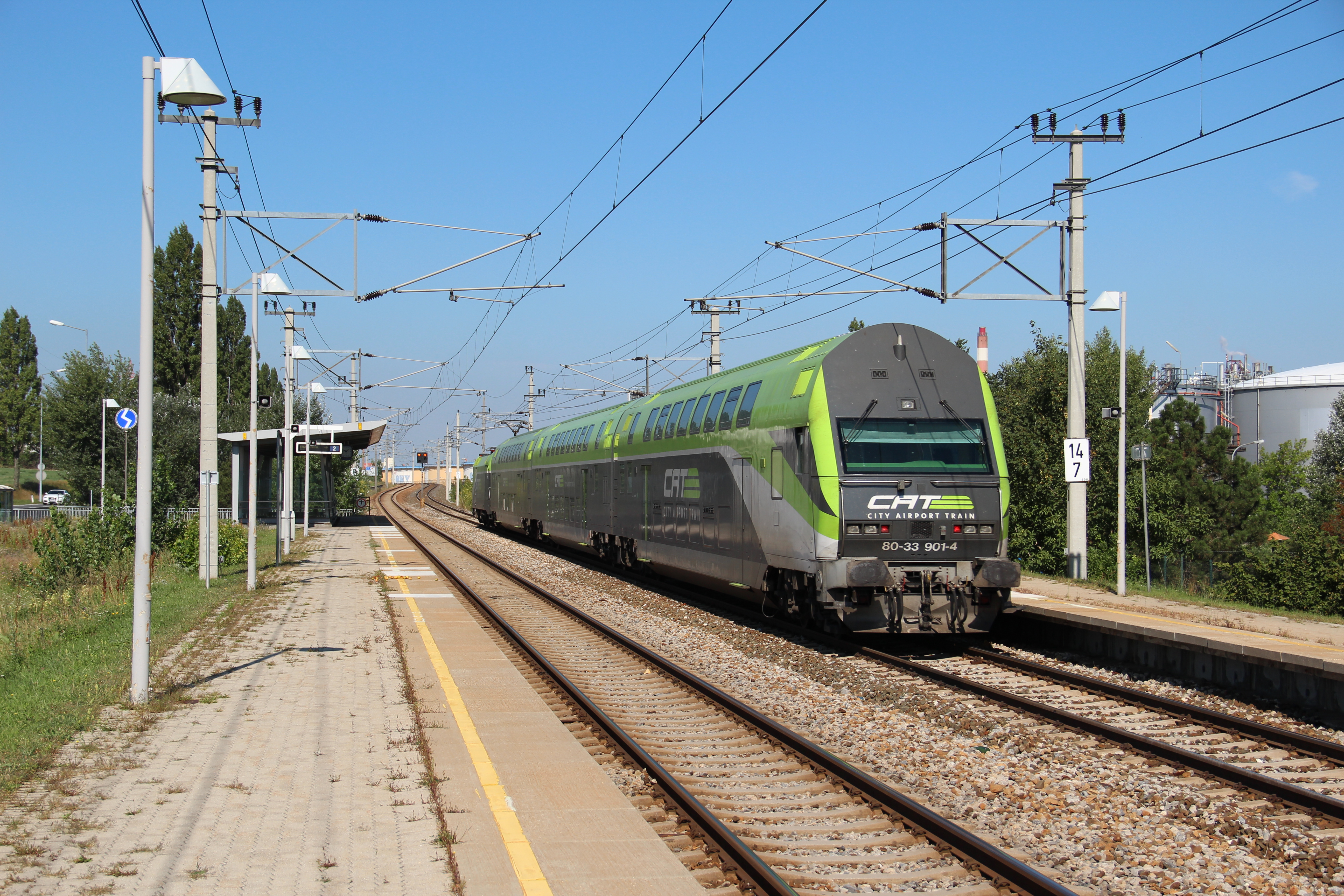
Haltestelle Mannswörth
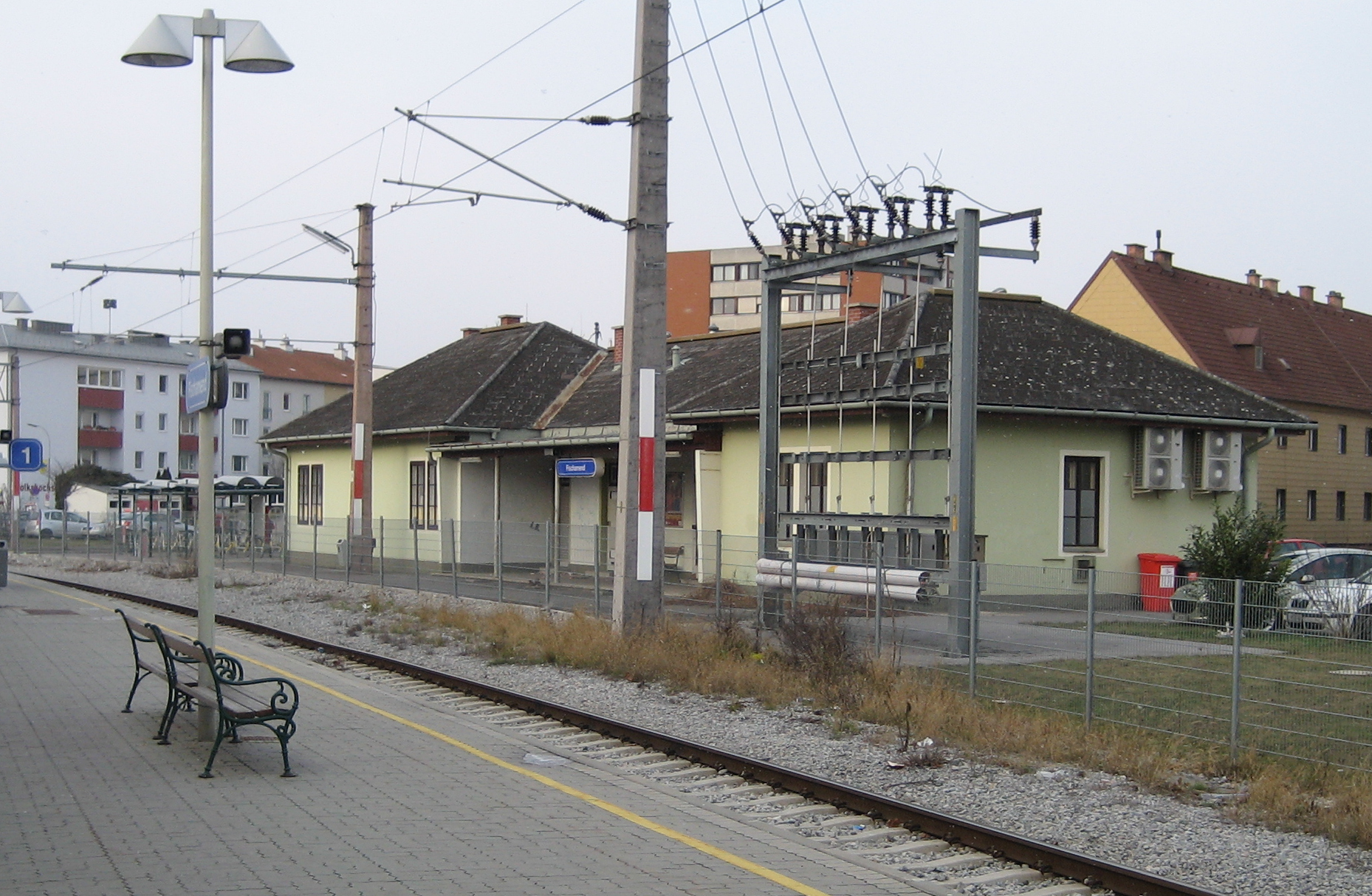
Bahnhof Fischamend
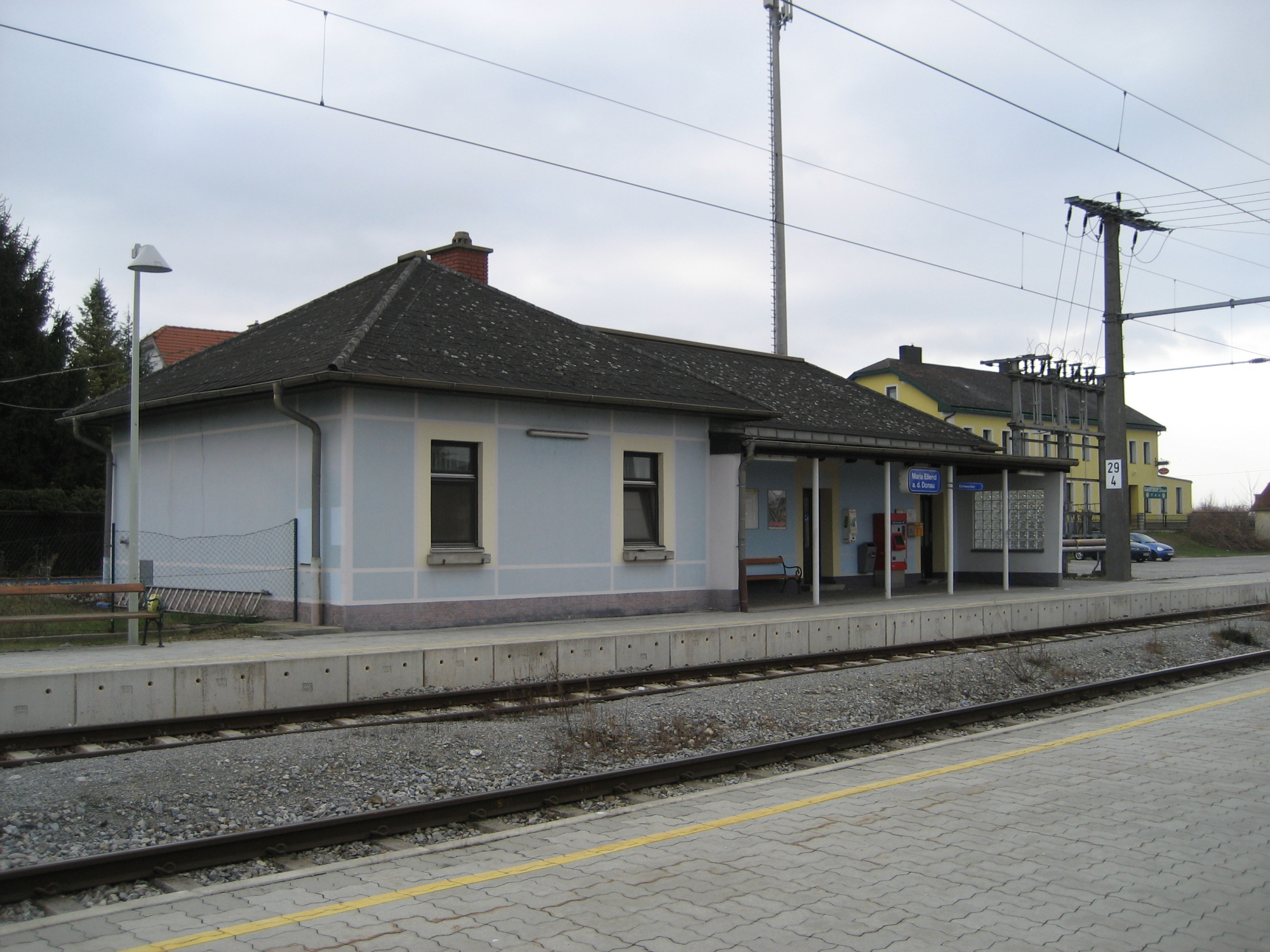
Bahnhof Maria Ellend a.d. Donau
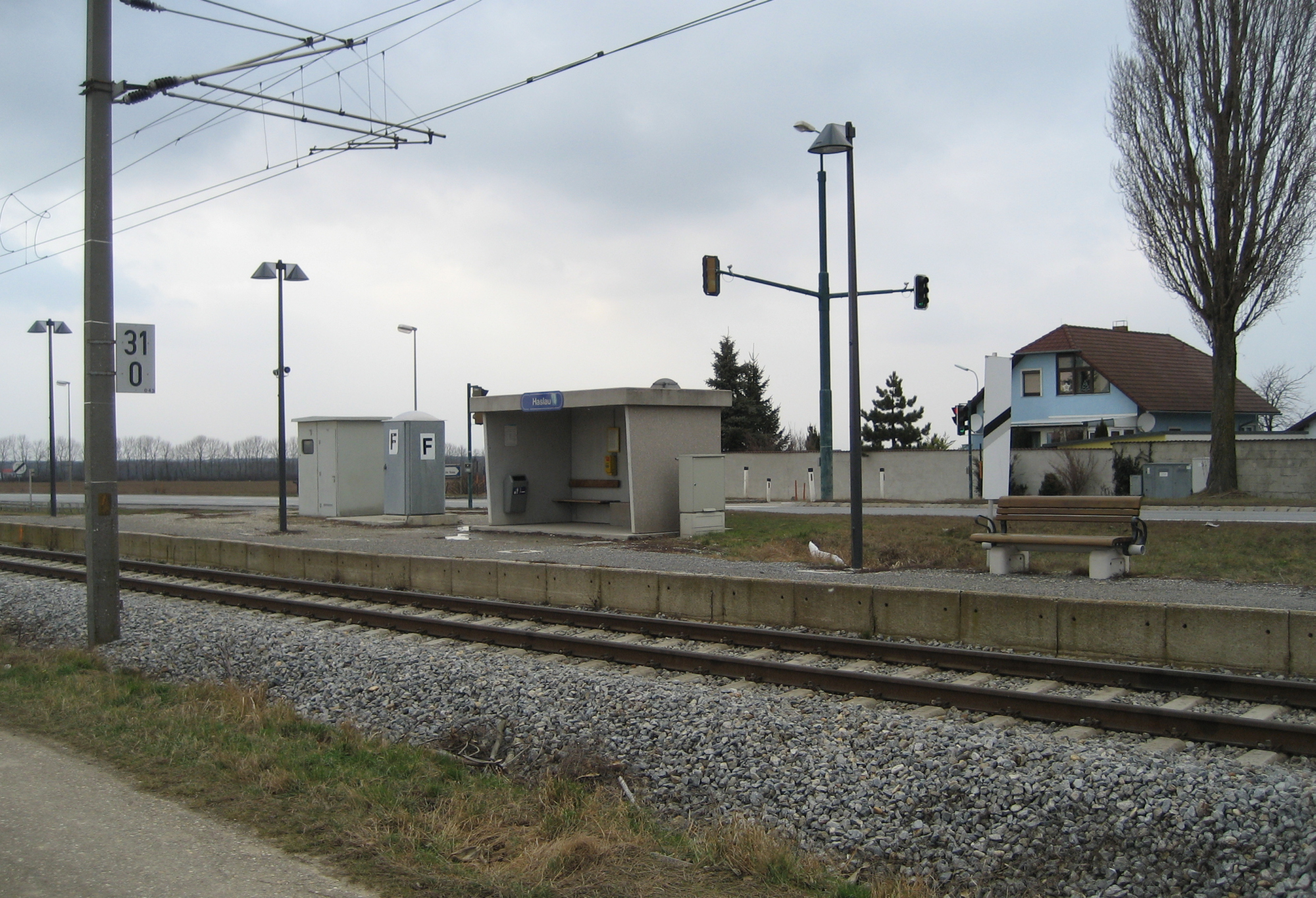
Haltestelle Haslau a.d. Donau
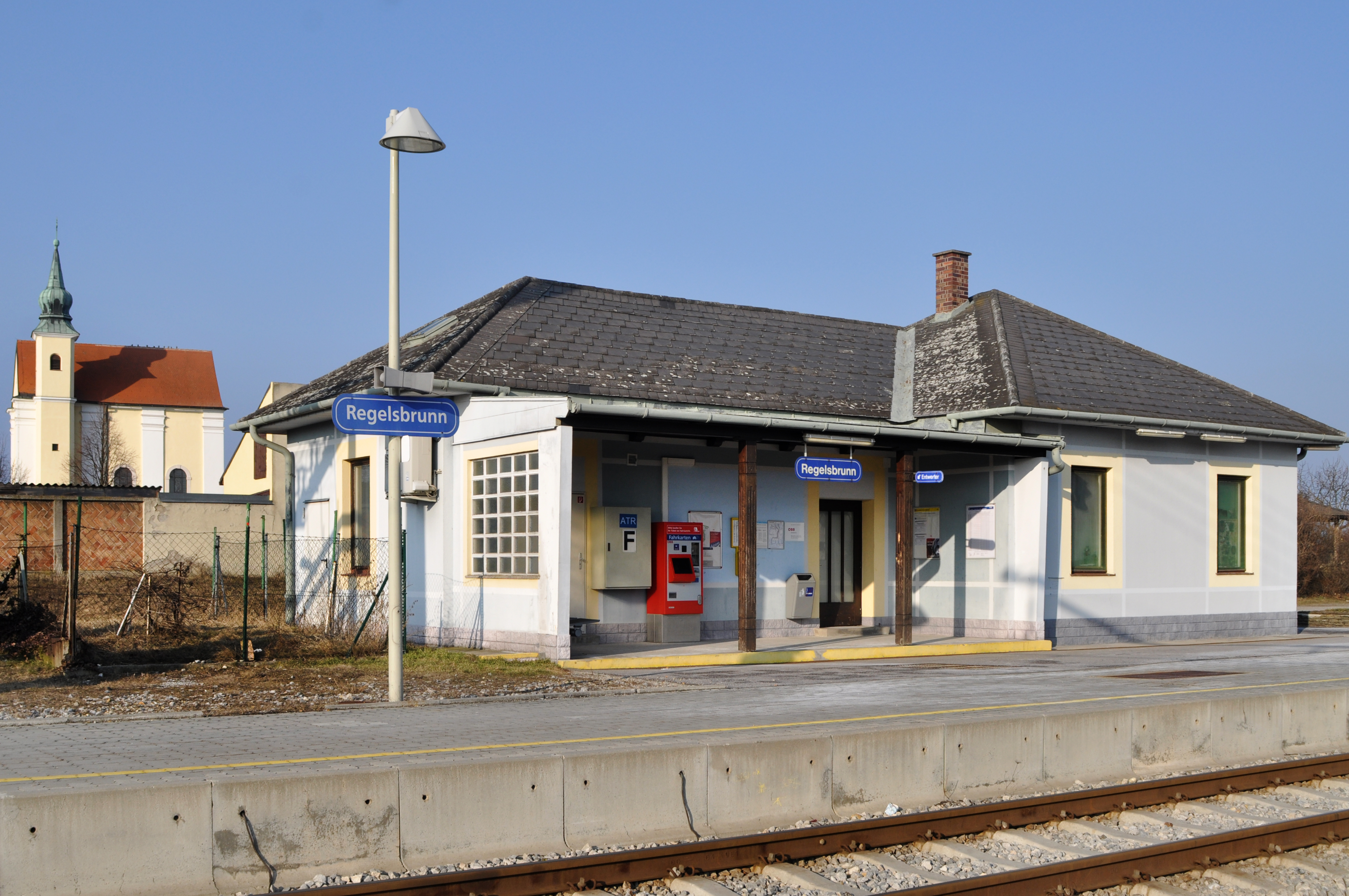
Bahnhof Regelsbrunn
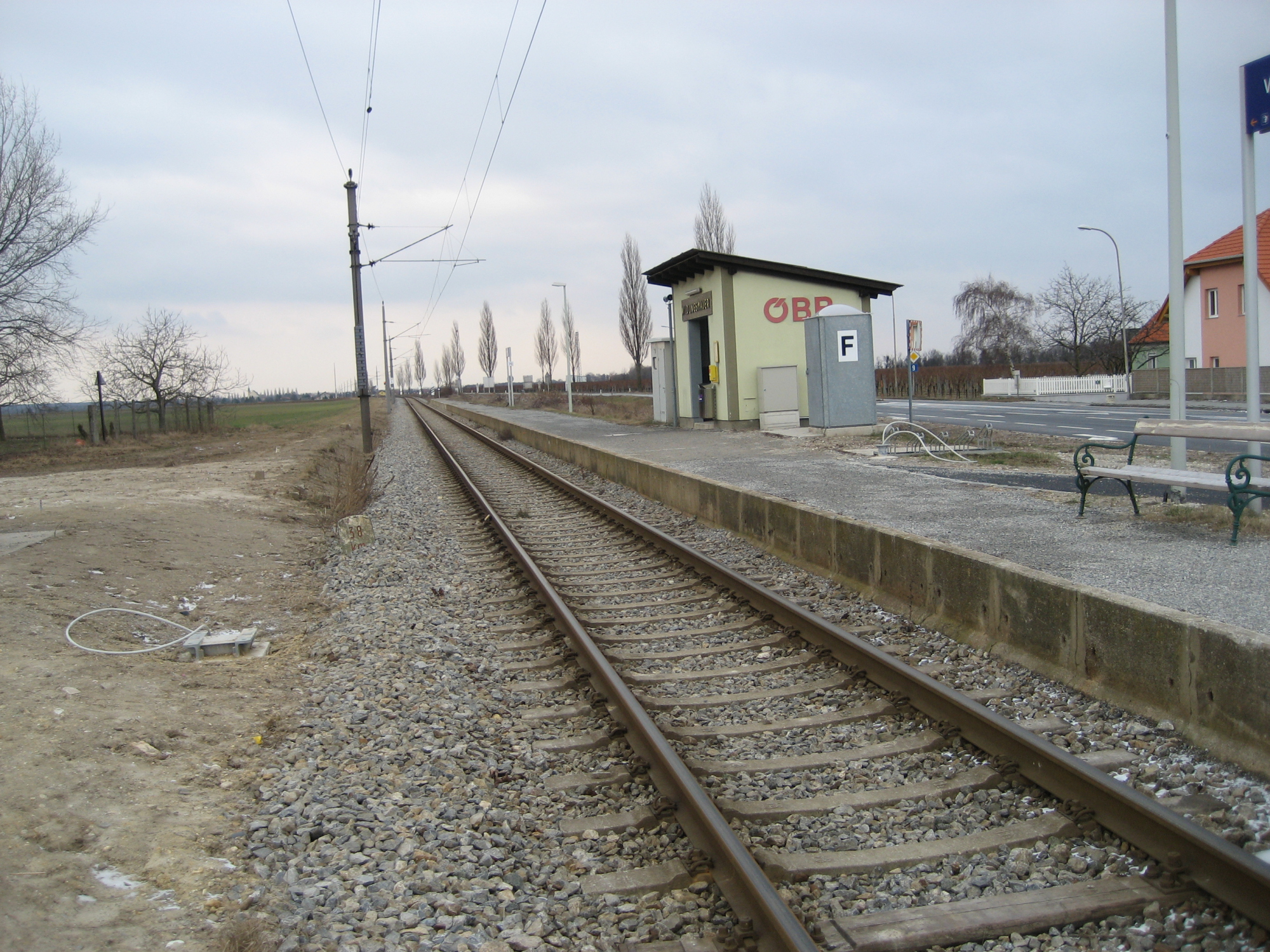
Haltestelle Wildungsmauer
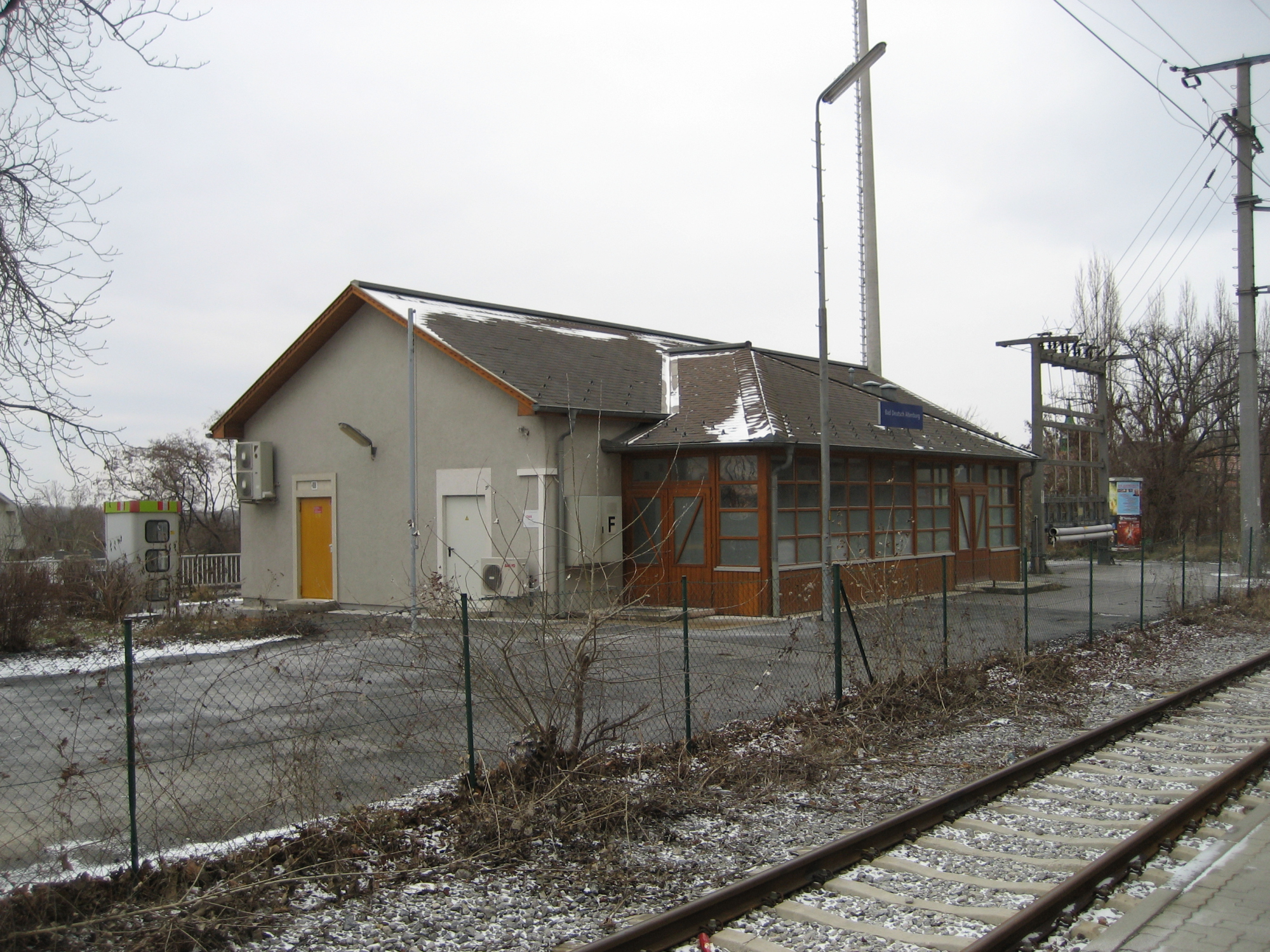
Bahnhof Bad Deutsch-Altenburg
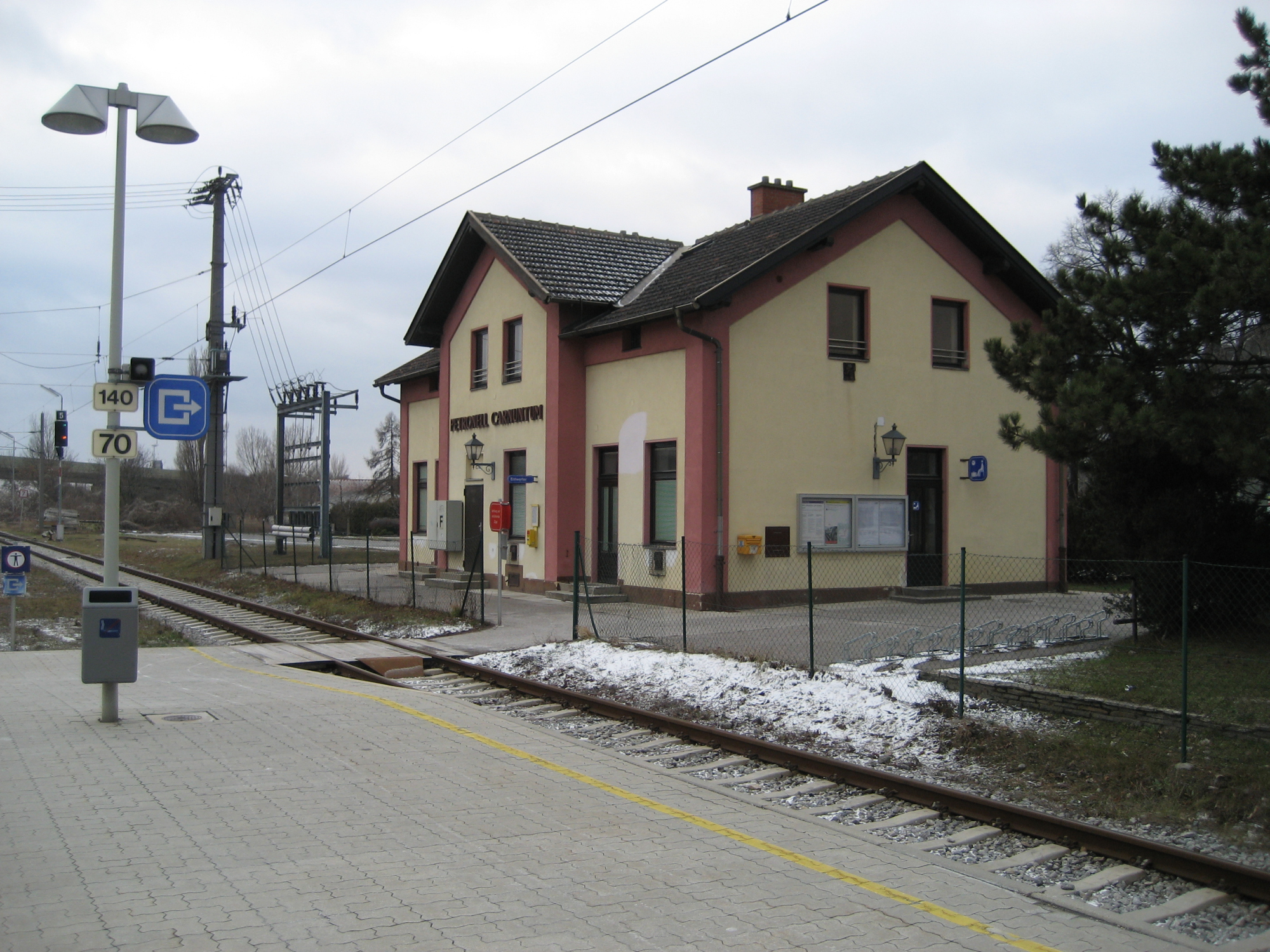
Bahnhof Petronell-Carnuntum
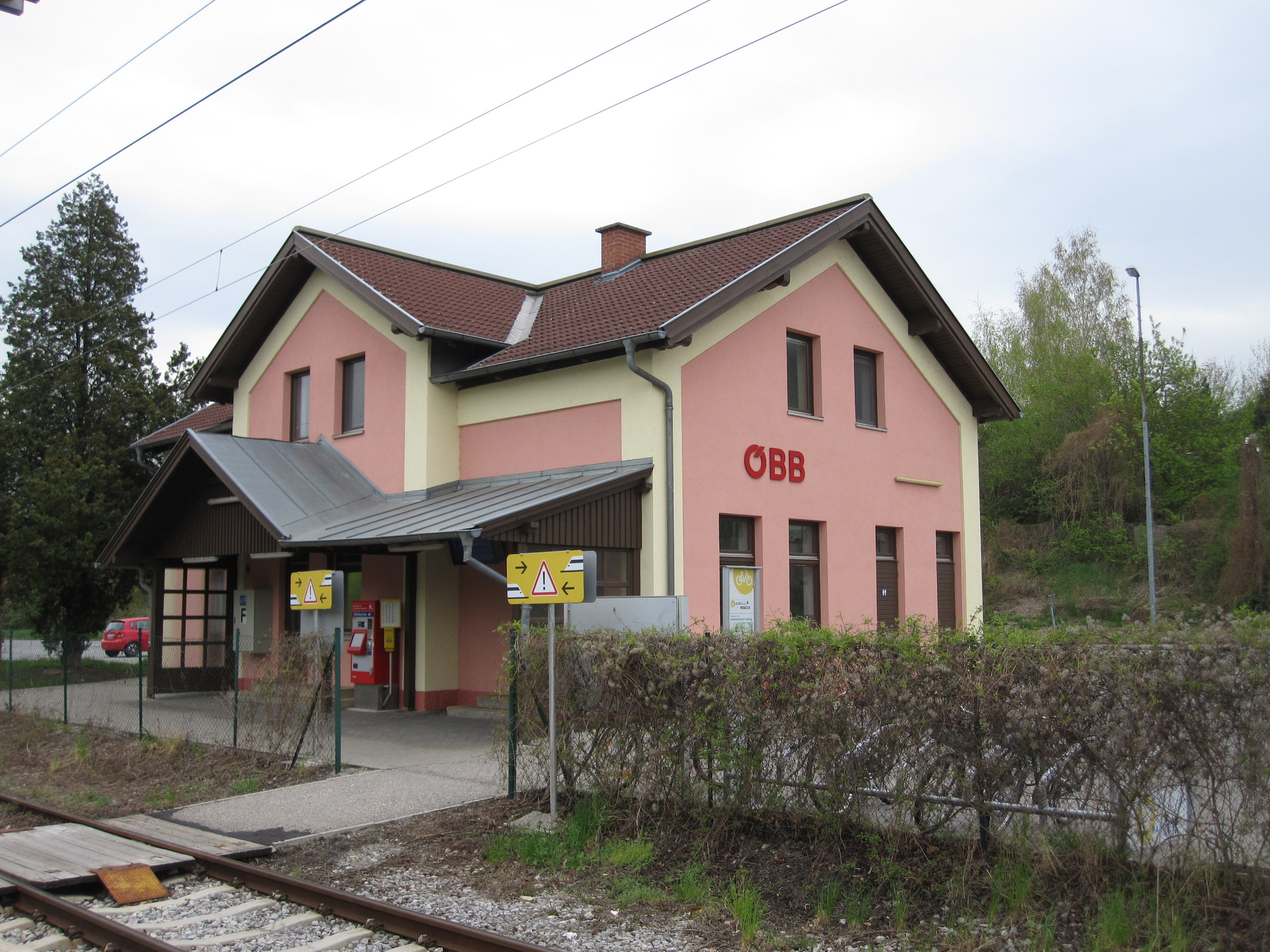
Bahnhof Hainburg a.d. Donau Kulturfabrik
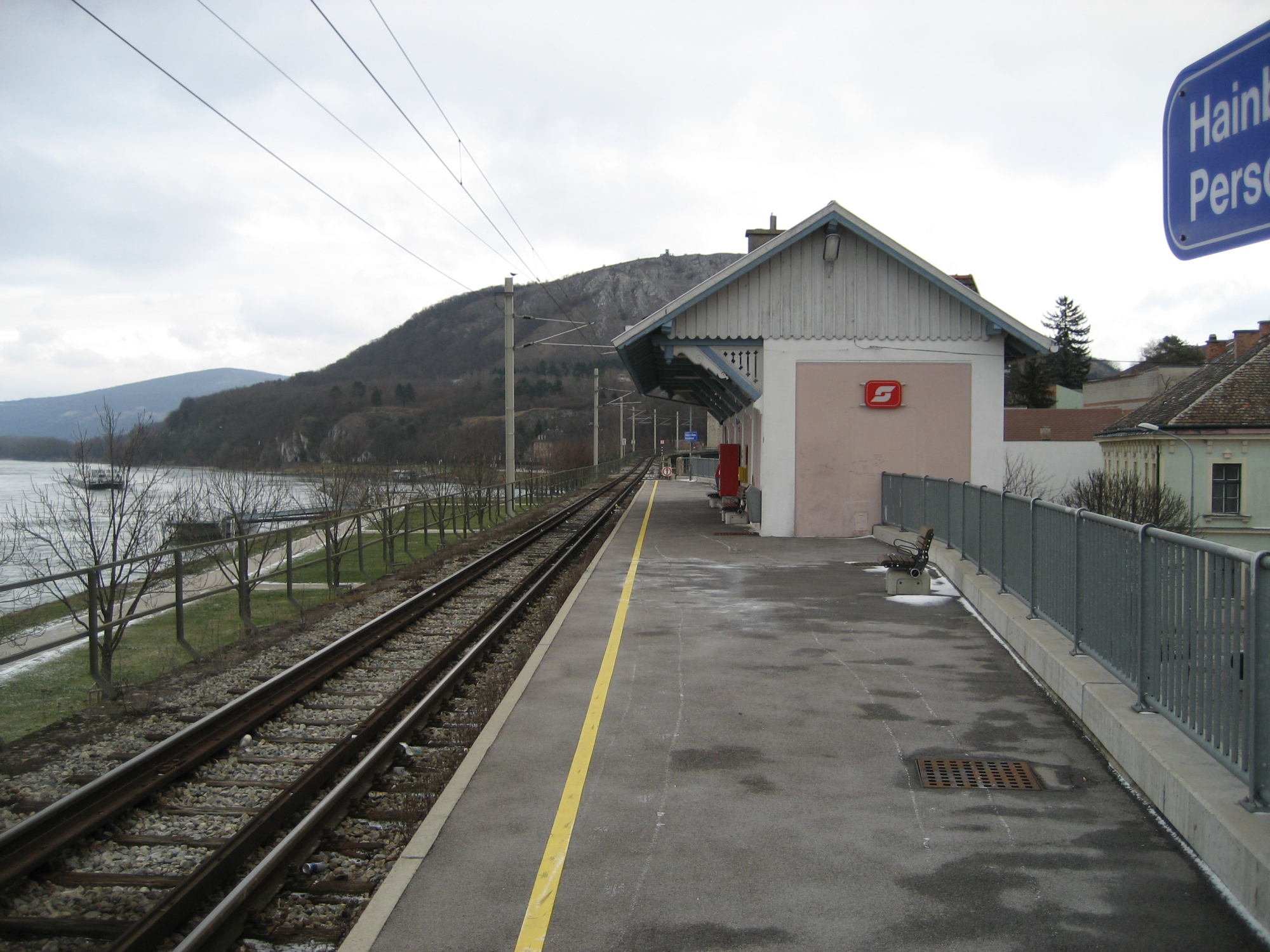
Haltestelle Hainburg a.d. Donau Personenbahnhof
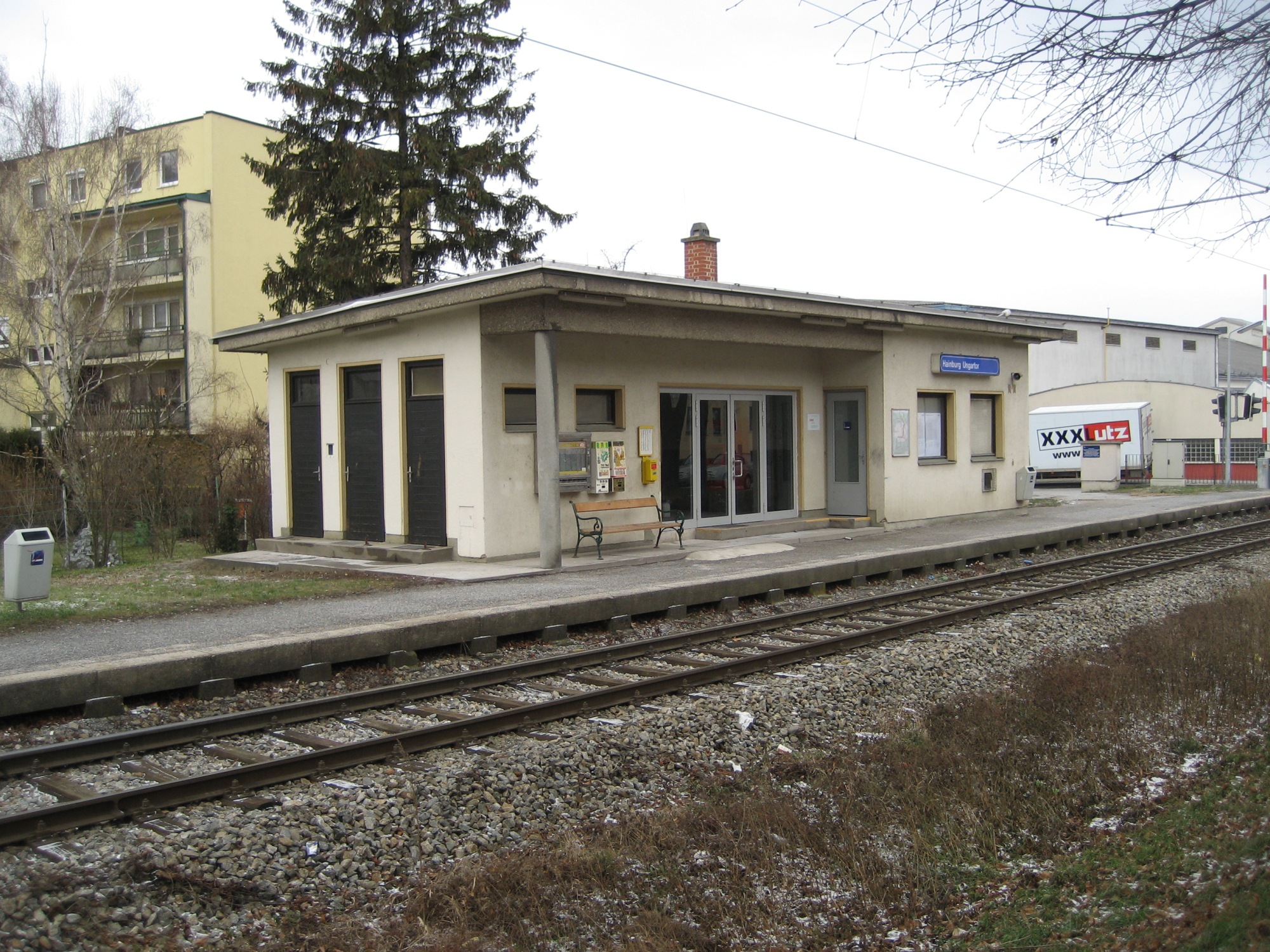
Haltestelle Hainburg a.d. Donau Ungartor
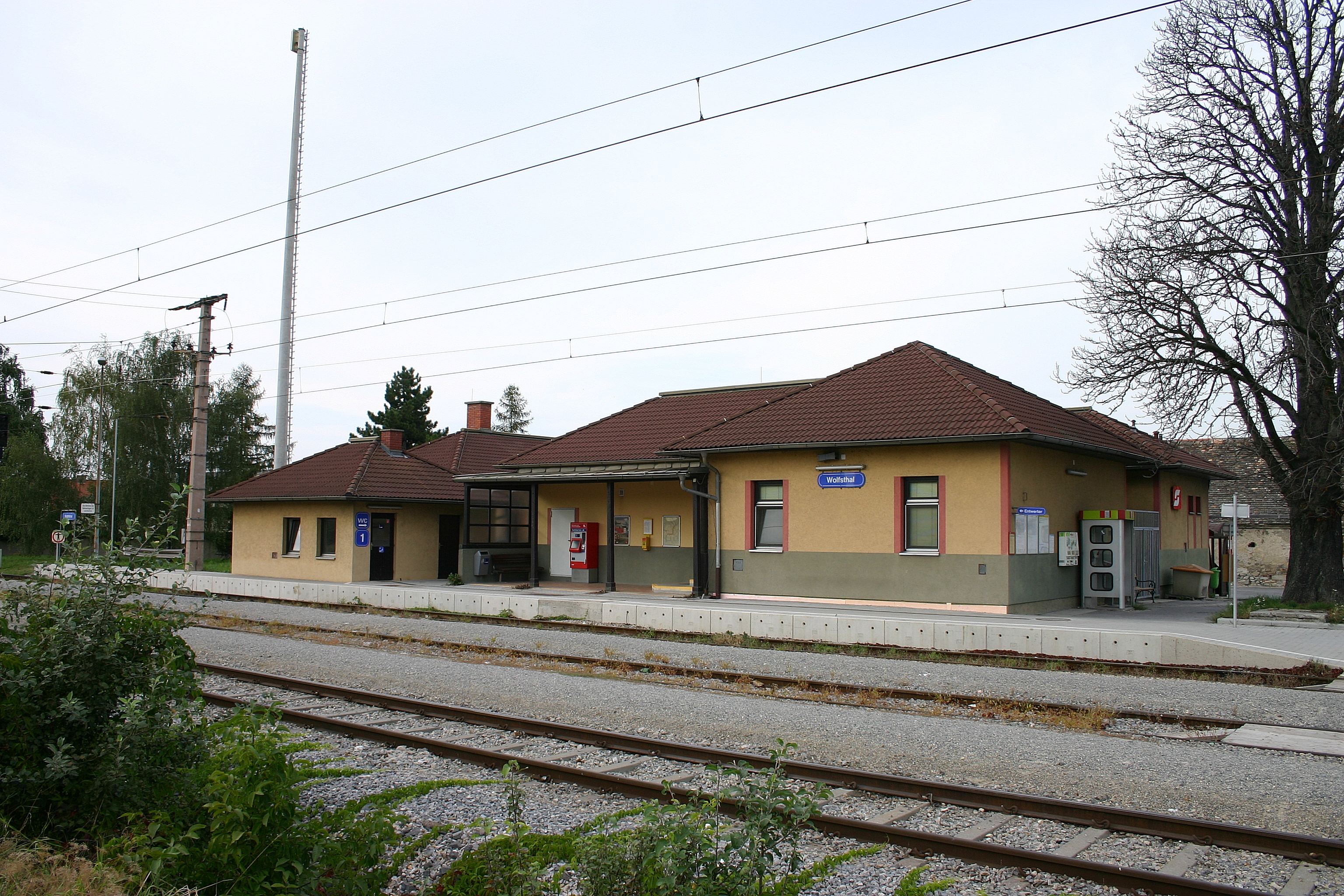
Bahnhof Wolfsthal
Lokomotivwechsel in Kopčany: vorne Wechselstrom, hinten Gleichstrom
Lokomotivschuppen der P.O.H.É.V. in Kopčany, 1914

### Pressburger Stadtstrecke
In Pressburg und seinem Vorort Petržalka führte die Strecke vom Bahnhof Kopčany aus kommend zu einer Haltestelle vor dem Bahnhof Petržalka, dann in nordwestliche Richtung den alten Dorfkern von Petržalka umfahrend in Richtung der Wien–Pressburger Bundesstraße. Dieser folgte sie dann durch den Park Sad Janka Kráľa parallel zur Donau bis zur stählernen Starý Most.
In Pressburg wurden in der Innenstadt die Gleise der dortigen Straßenbahn mitbenützt. Da diese meterspurig war, mussten Dreischienengleise angelegt werden, wobei die rechte Schiene gemeinsam benutzt wurde. Die Strecke folgte ein kurzes Stück der damaligen Gábor-Baross-Straße (heute Štúrova ulica), bog kurz danach auf die Uferpromenade (damals Justi-Ufer, jetzt Vajanského nábrežie) ein und erreichte die Endstation auf dem Krönungshügelplatz, heute Námestie Ľudovíta Štúra. Auf der Rückfahrt nach Wien fuhren die Züge vom Krönungshügelplatz aus weiter nach Norden über die Bruckgasse (jetzt Mostová ulica) zum Kossuth-Platz (vorher Radetzkyplatz, Promenade oder Theaterplatz genannt, jetzt Hviezdoslavovo námestie). Am Nationaltheater vorbei verlief die Strecke weiter durch die Rosengasse (jetzt Jesenského ulica) und die Gábor-Baross-Straße über den König-Andreas-Platz (jetzt Šafárikovo námestie), wo die Schleifenfahrt endete.
Die Pressburger Stadtstrecke wurde analog zur örtlichen Straßenbahn, deren Kraftwerk auch die Stromspeisung übernahm, mit 550 Volt Gleichstrom betrieben. Die zulässige Höchstgeschwindigkeit betrug 25 km/h auf dem Abschnitt, welcher der P.O.H.É.V. gehörte, und 18 km/h auf der gemeinsam mit der Straßenbahn betriebenen Innenstadtschleife. In Kurven, bei der Passage von Weichen sowie bei der Johanneskirche in Petržalka waren jedoch nur 6 km/h erlaubt. Darüber hinaus musste zu den Zügen der örtlichen Straßenbahn ein Mindestabstand von 50 Metern eingehalten werden. An der Einmündung beim Hotel Savoy sowie der Kreuzung Jesenského/Štúrova hatten die Züge P.O.H.É.V. jedoch Vorrang vor den örtlichen Straßenbahnzügen. Die Haltestellen im Stadtbereich wurden gemeinsam bedient.

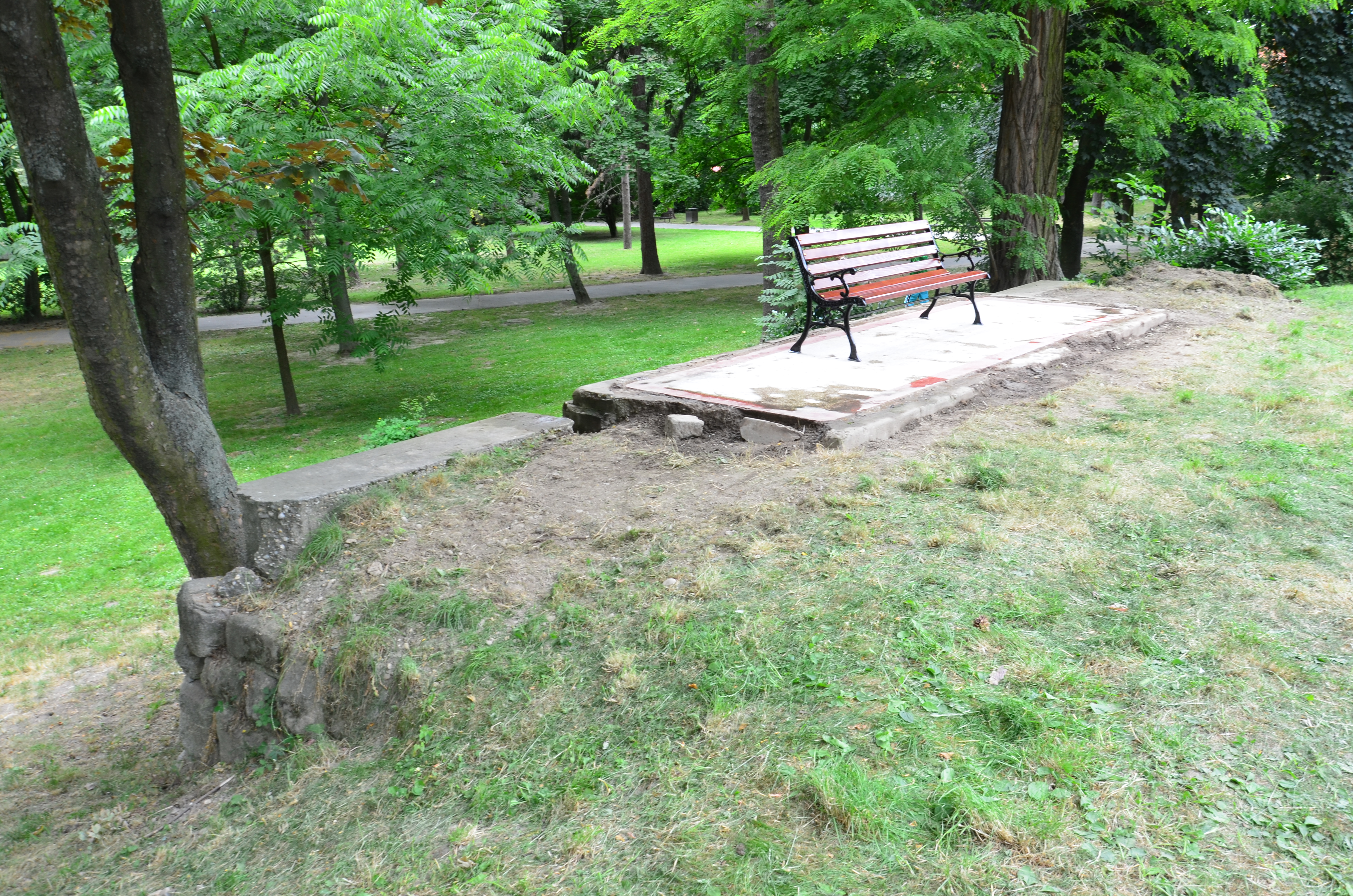
Ehemalige Haltestelle der Pressburger Stadtstrecke, 2014
Der P.O.H.É.V.-Triebwagen hat soeben die Brücke über die Donau verlassen und befindet sich am Beginn der Innenstadtschleife
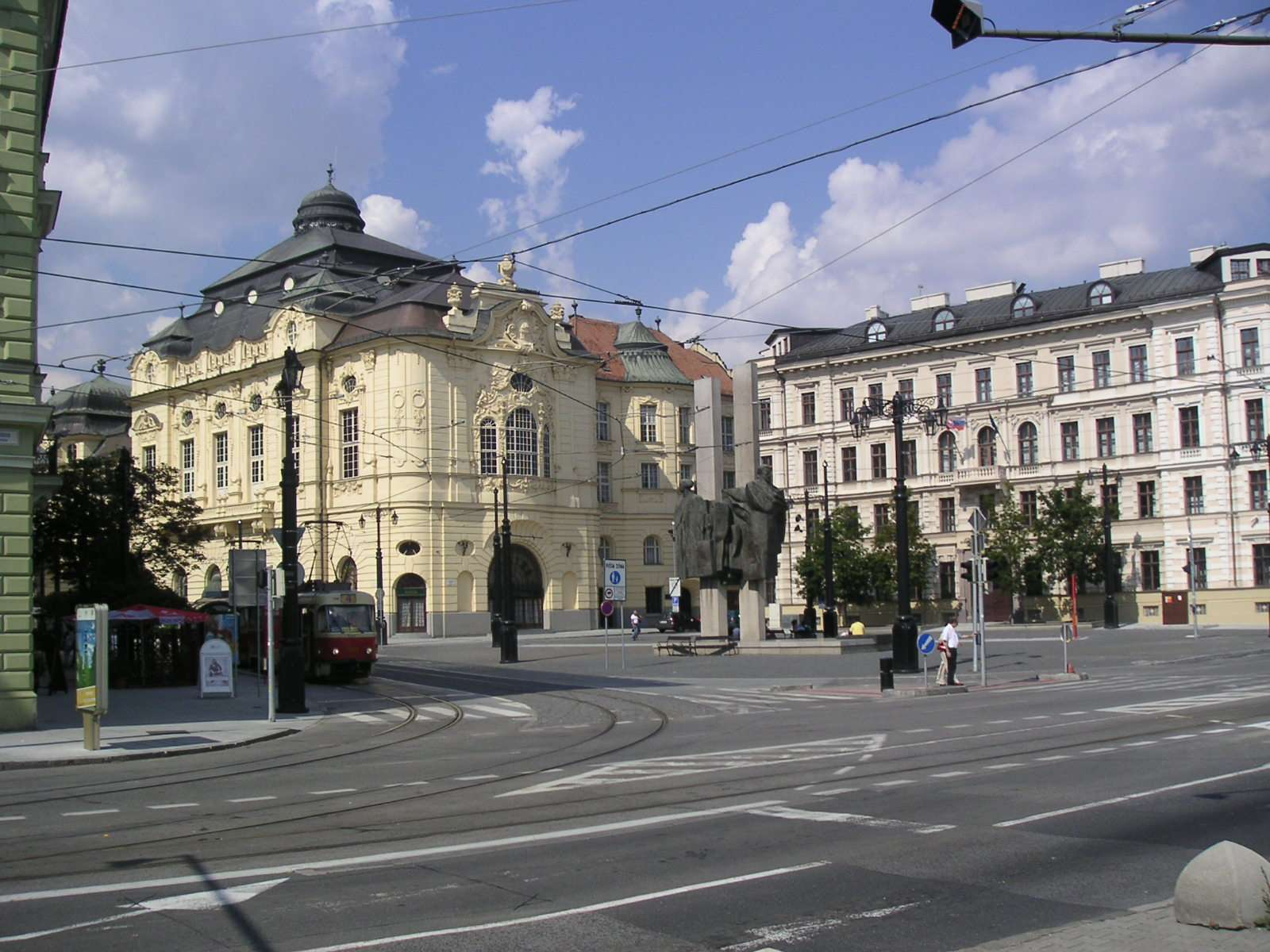
Auf dem heutigen Námestie Ľudovíta Štúra befand sich die stadtseitige Endstation der Pressburger Bahn
Ein Zug auf der Rückfahrt nach Wien beim Hotel Savoy
Ein P.O.H.É.V.-Triebwagen beim Theater

## Geschichte

### Vorgeschichte
Wien und Pressburg waren bereits ab 1848 durch die Marchegger Ostbahn direkt miteinander verbunden. 1886 ging schließlich die Strecke Petronell-Carnuntum – Hainburg a.d. Donau Frachtenbahnhof in Betrieb, bevor mit dem Lückenschluss Parndorf–Kittsee durch die Ödenburg-Preßburger Lokalbahn AG ab 1899 auch südlich der Donau eine direkte Eisenbahnverbindung zwischen den beiden Großstädten bestand.
Unabhängig davon entstand schon in den Jahren vor 1870 für den Raum Wien das privatwirtschaftlich initiierte Projekt Central-Eisenbahnnetz, das aus zehn Abschnitten bestand und als zehntes Vorhaben eine Linie Wien–Preßburg vorsah. 1869 beantragte ein prominent besetztes Konsortium beim Handels-Ministerium die Bewilligung zu Vorarbeiten – wohl im Wissen, dass die Verwirklichung des Projekts eine gute Weile auf sich warten lassen würde.
Nach der stürmischen wirtschaftlichen Entwicklung bis um den Beginn des 20. Jahrhunderts im Großraum Wien kam es zu einer unglaublichen Steigerung des Verkehrsaufkommens, weshalb die Transportwege vor allem auf der Schiene beträchtlich ausgebaut wurden. Nur das Verkehrsangebot östlich von Schwechat blieb dürftig, und es fehlte an einem leistungsfähigen Transportmittel.

### Erster Plan von Josef Tauber (1898)

Ingenieur Josef Tauber, der geistige Vater der Pressburger Bahn

Um die Verbindung zwischen Wien und Pressburg weiter zu verbessern, arbeitete der Wiener Ingenieur Josef Tauber bereits 1898 einen Plan für eine Überlandstraßenbahn zwischen den beiden Städten aus. Seine Vorschläge bezüglich der Trassenführung, des Abrisses bestehender Bauten und der Einleitung von Ablöseverhandlungen unterbreitete er am 17. November 1899 der zu einer Sondersitzung einberufenen Commission für Verkehrsanlagen in Wien.
Taubers Vorhaben provozierte jedoch großen Widerstand bei der Ersten Donau-Dampfschiffahrts-Gesellschaft, die durch die neue Bahn eine existenzbedrohende Konkurrenz für ihre langsamere, aber günstige Linienschifffahrt fürchtete, sowie bei den Pressburger Kaufleuten, die eine Abwanderung ihrer Kunden nach Wien verhindern wollten. Zudem war man in Ungarn darüber besorgt, dass die ehemalige Krönungsstadt der ungarischen Könige unter einen starken Einfluss von Wien und seinen Vororten kommen könnte. Diese Umstände führten zu schwierigen Verhandlungen und einer langen Zeitspanne bis zur Umsetzung. Taubers Pläne von 1898 wurden somit fürs erste ad acta gelegt.

### Erneuter Vorstoß auf Betreiben des Militärs (1904)
Neuen Auftrieb erhielt das Projekt 1904 von Seiten österreich-ungarischer Militärkreise. Im Falle einer Mobilmachung oder gar eines Waffengangs, so die Argumentation des Kriegsministeriums, wäre eine effiziente Bahnverbindung zwischen Wien und Preßburg nicht nur eine wertvolle Unterstützung bei der Abwicklung der Truppen- und Materialtransporte, sondern diente zugleich der Versorgung der Bevölkerung. Zudem wäre dank dem elektrischen Betrieb bei Unruhen kein zusätzliches Personal nötig. Im Laufe der Detailplanungen entschieden sich die Verantwortlichen aus Kapazitäts- und Geschwindigkeitsgründen allerdings dafür, den Mittelabschnitt zwischen Schwechat und Kopčany nicht – wie seinerzeit von Tauber geplant – als langsamere Überlandstraßenbahn mit Triebwagen, sondern als schnellere Eisenbahn mit Lokomotivbetrieb auszuführen, das heißt, man entschied sich für eine Verknüpfung zwischen Straßenbahn und Eisenbahn.
Diesmal gingen die Pläne durch, sodass am 12. November 1904 die private Aktiengesellschaft Lokalbahn Wien-Pressburg (L.W.P.) gegründet wurde. Sie firmierte letztlich zwar als Elektrische Lokalbahn Wien-Landesgrenze nächst Hainburg, behielt ihre ursprünglich vorgesehene Abkürzung aber bei.

### Schwierigkeiten auf ungarischer Seite

Obwohl über die Donaubrücke bereits seit 1891 eine Strecke der ungarischen Staatsbahn verlief, durfte die Pressburger Bahn diese nicht mitbenutzen

Die ungarische Regierung betrachtete den Bau der neuen Bahn jedoch mit Missfallen. Sie hatte kein Interesse an der engeren Anbindung Pressburgs an Wien, weil dies ihrer Magyarisierungspolitik zuwiderlief, und ließ sich mit der Genehmigung für den ungarischen Streckenteil Zeit. So erteilte Franz Joseph I. die Bau- und Betriebsgenehmigung für den ungarischen Abschnitt schließlich erst per Unterschrift vom 7. Mai 1909, und die Konzessionserteilung durch das königliche ungarische Handelsministerium folgte am 5. Juni 1909.
Da der Betrieb einer Bahn auf ungarischem Staatsgebiet durch eine österreichische Gesellschaft rechtlich und politisch nicht möglich war, gründete die ungarische Seite am 23. Dezember 1909 die Pozsony Országhatárszéli Helyiérdekű Villamos Vasút, kurz P.O.H.É.V.
Für zusätzliche Diskussionen sorgte die Endstelle auf dem Pressburger Krönungshügelplatz. Gemäß ursprünglicher Planung sollten dort ein Aufnahmegebäude mit Warteraum sowie Nebengleise zum Umsetzen der Triebfahrzeuge entstehen. Die Stadt sorgte sich jedoch um die Attraktivität des beliebten Spazier- und Erholungsorts ihrer Bürger und schlug alternativ den – letztlich realisierten – Bau der Häuserblockschleife samt Mitbenutzung der Straßenbahngleise vor, womit die Rangiervorgänge in der Pressburger Innenstadt entfallen konnten.
Jedoch sorgte die von der Stadt Pressburg gewünschte Mitbenutzung der vorhandenen Straßenbahninfrastruktur für neue Probleme und langwierige Verhandlungen mit der örtlichen Straßenbahngesellschaft Pozsonyi Város Villamos Vasút, kurz P.V.V.V. Mit ihr musste die P.O.H.É.V. einen Betriebsvertrag aushandeln, der erst 1913 abgeschlossen werden konnte. Um die neue Strecke zu versorgen, musste die Stadt Pressburg außerdem ihr kommunales Elektrizitätswerk erweitern. Hierzu wurde, ebenfalls im Laufe des Jahres 1913, ein neuer 270-Kilowatt-Dieselmotor mit einem 130-Kilowatt-Dynamo des Herstellers Ganz und erweiterter Batterieunterstützung installiert. Die ursprünglich benutzten Dampfmaschinen dienten fortan nur noch als Reserve.
Auch scheiterte auf ungarischer Seite die ursprünglich vorgesehene Mitbenutzung der Bahnstrecke Bratislava–Hegyeshalom im Stadtbereich von Pressburg, wobei die Pressburger Bahn für die Fahrt über die Franz-Joseph-Brücke Streckennutzungsgebühren entrichtet hätte, am Widerstand der ungarischen Staatsbahn Magyar Államvasutak. Alternativ musste die neue Bahn die Straßenfahrbahn der Brücke mitbenutzen, wozu dort Rillenschienen verlegt wurden. Aus Sicherheitsgründen wurde dieser Abschnitt zweigleisig ausgeführt. Man nahm hierbei zunächst an, dass die erst 1890 eingeweihte Brücke das zusätzliche Gewicht der Schienen problemlos tragen könnte. Doch hatten sich mittlerweile die Belastbarkeitsvorschriften geändert, weshalb erst die Tragfähigkeit der Brücke verbessert werden musste. Anschließend wurden der maximale Achsdruck auf 6,5 Tonnen und das höchste zulässige Fahrzeuggewicht auf 26 Tonnen festgelegt. Der minimal erlaubte Achsstand betrug 2,5 Meter und der kleinste erlaubte Drehzapfenabstand 6,5 Meter. Das Budapester Unternehmen Ganz kalkulierte hierzu am 30. November 1910, dass ein Zug auf der Donaubrücke aus maximal einer Lokomotive, zwei Personenwagen und einem Postwagen bestehen dürfe. Zudem galt ein Begegnungsverbot, das heißt, es durfte sich immer nur ein Zug auf der Brücke befinden.

### Baubeginn

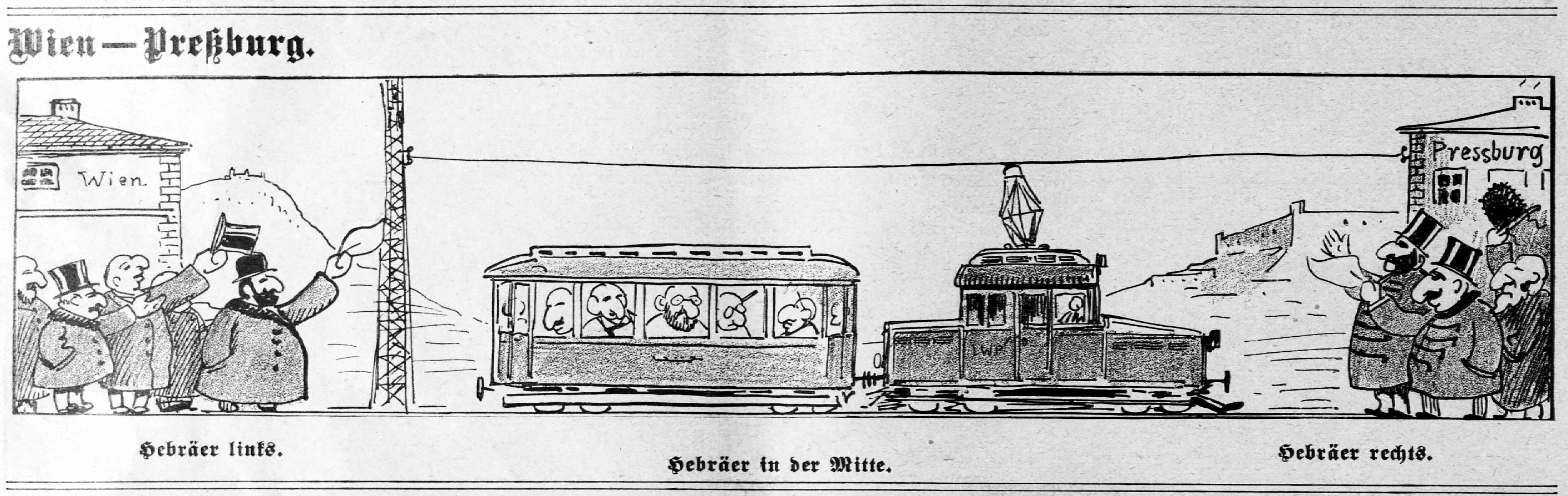
Antisemitische Karikatur des Kikeriki aus Anlass der Pressefahrt vom 22. Jänner 1914

Am 4. Juni 1911 fand schließlich in Hainburg der offizielle Spatenstich statt. Bereits am Tag zuvor hatte die Bauunternehmung Redlich & Berger, die der Generalunternehmer AEG-Union mit dem Bahnbau beauftragt hatte, mit den Bauarbeiten begonnen. Die Rechte und Pflichten der Arbeiter waren dabei in der „Arbeitsordnung für den Streckenbau“ festgelegt, darin unter anderem das Recht auf freie Religionsausübung. So war ihnen „an Feiertagen die nötige Zeit einzuräumen, um den ihrer Konfession entsprechenden Verpflichtungen zum Besuch des Vormittagsgottesdienstes nachzukommen“.
Der Betrieb zu beiden Seiten der Grenze wurde den Niederösterreichischen Landesbahnen (NÖLB) übertragen. Die Konzessionsurkunde für den österreichischen Teil der Strecke wurde allerdings erst am 24. Juni 1912 ausgestellt.
Die AEG-Union lieferte als Generalunternehmer alle für den Betrieb notwendigen Einrichtungen sowie die elektrotechnische Ausrüstung der Fahrzeuge. Der Auftrag zum Bau der Lokomotiven sowie der eigens konstruierten LWP-Personenwagen wurde an die Grazer Waggonfabrik sowie die Ringhoffer-Werke in Prag vergeben.

### Feierliche Eröffnung im Jahr 1914

Eröffnungsplakat

Anfang Oktober 1913 waren die Bauarbeiten bereits so weit fortgeschritten, dass für Ende des Monats erste Probefahrten absehbar waren und der 1. Dezember des Jahres als Eröffnungstag festgesetzt wurde. Doch wurde noch vor Beginn des Publikumsverkehrs Kritik am Fahrplan sowie dem Fahrbetrieb der Bahn geäußert. Im Oktober 1913 wurde dabei ein Fahrplan angekündigt, der unter anderem einen in Wien um 23:30 Uhr abgehenden und in Pressburg um circa 1:45 Uhr ankommenden Theaterzug vorsah.
Nach den am 12. und 13. Dezember 1913 zwischen Groß Schwechat und Fischamend Reichsstraße absolvierten Probefahrten und einem Pressetermin am 22. Jänner 1914 sollte die Bahn schließlich am 25. Jänner 1914 in Betrieb gehen. Aufgrund nicht näher bezeichneter Schwierigkeiten auf ungarischer Seite verschob sich der Eröffnungstermin jedoch ein weiteres Mal. Schließlich wurde sie am 1. Februar 1914 morgens um 9:00 Uhr an der Wiener Großmarkthalle offiziell eingeweiht, die hierzu auch mit rot-weiß-grünen ungarischen Flaggen geschmückt war.
An der Eröffnungsfahrt nahmen Eisenbahnminister Freiherr Zdenko von Forster, Fürsterzbischof Friedrich Gustav Piffl und weitere Honoratioren teil. Nach der nach katholischem Ritus vorgenommenen Weihe setzten sich die beiden Eröffnungszüge um 10:25 Uhr in Bewegung. Obwohl in Wien damals 30 Zentimeter Schnee lagen, verlief die Fahrt klaglos. Im Grenzbahnhof Berg gab Staatssekretär Lers in ungarischer Sprache mit den pathetischen Worten „Es gibt keine zwei Staaten auf der Welt, die sich so glücklich ergänzen wie Österreich und Ungarn“ den Befehl zur Weiterfahrt. In Pressburg, wo der erste Zug um 13:09 Uhr eintraf, bat Bürgermeister Tivadar Brolly den damaligen Wiener Bürgermeister Richard Weiskirchner samt 142 weiteren Ehrengästen zum Festmahl ins Hotel Carlton, bevor die Festgesellschaft am Abend die Rückfahrt nach Wien antrat.

### Aufnahme des Regelbetriebs
Der regelmäßige Personenverkehr auf der Pressburger Bahn begann am 5. Februar 1914 mit zunächst elf Zugpaaren, der zusätzliche Lokalverkehr zwischen Wien Großmarkthalle und Groß Schwechat wurde am 13. April 1914 aufgenommen. Der Lokalverkehr zwischen Pressburg und Engerau begann hingegen erst am 15. November 1914, weil sich die Auslieferung der Fahrzeuge verzögerte. Insgesamt verkehrten auf der Pressburger Bahn anfangs 35 Zugpaare, wobei im Lokalverkehr ein 20-Minuten-Takt angeboten wurde. Ab 1916 fuhren einzelne Lokalzüge auf ungarischer Seite dann weiter bis Kittsee.

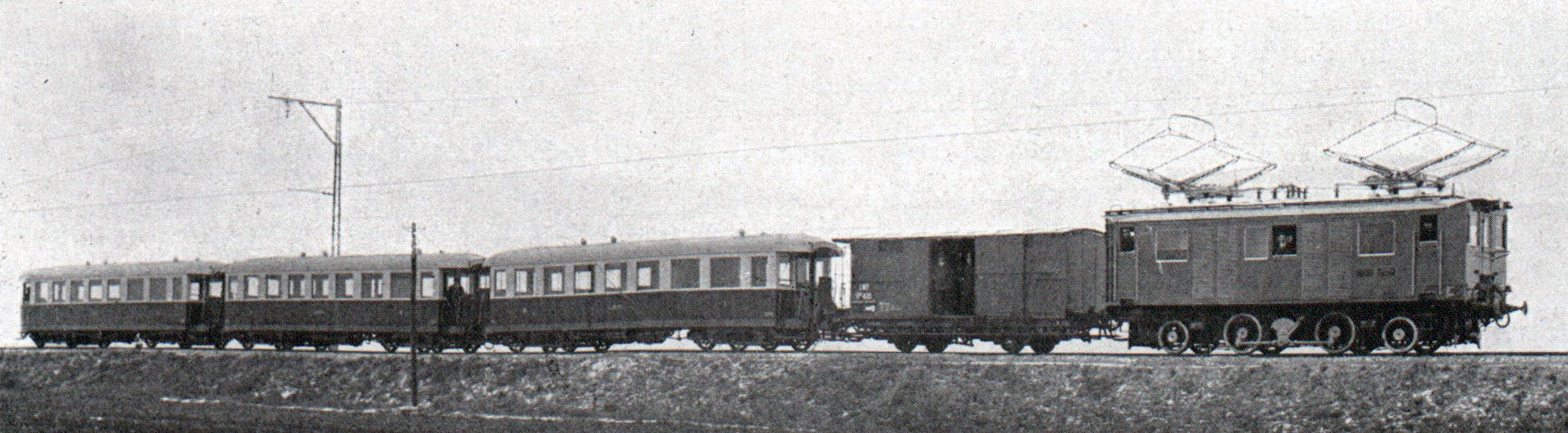
Zug der LWP im Eröffnungsjahr

Edmondsonsche Fahrkarte zweiter Klasse für die Gesamtstrecke vom 26. April 1914

Die einfache Reisezeit über die Gesamtstrecke betrug je nach Fahrtrichtung und Anzahl der Zwischenhalte zwischen zwei Stunden und elf Minuten und zwei Stunden und 16 Minuten, einer weiteren Quelle zufolge waren es eine Stunde und 54 Minuten bei den Schnellzügen sowie bis zu drei Stunden bei den Personenzügen. Auf den durch den Lokalverkehr abgedeckten Abschnitten hielten dabei auch die Personenzüge nicht überall. Obwohl technisch alle Vorkehrungen getroffen waren, um mit der Staatsbahn zu konkurrieren, bildete die Pressburger Bahn damit eine viel langsamere Verbindung als jene. Der Fahrpreis über die Gesamtstrecke betrug anfangs 220 Heller in der dritten und 340 in der zweiten Wagenklasse. Dabei wies erstere elegante Holzsitze und letztere dunkelgrüne Wildledersitze auf, und für die Beleuchtung der LWP Personenwagen sorgten jeweils 16 elektrische Lampen. Als sehr beliebt beim Bildungsbürgertum erwies sich der abendliche Theaterzug. Doch auch das übrige Publikum frequentierte die neue Verbindung stark: Die Pressburger etwa reisten nach Wien, um Kaffee zu kaufen oder ein Fußballspiel anzuschauen, andere besuchten das Schwimmbad in Hainburg. Die Wiener wiederum fuhren nach Pressburg, um dort ebenfalls ins Theater zu gehen oder einen ihnen verbotenen Film anzusehen.
Am 1. März 1914 probierte ferner Erzherzog Karl Stephan von Österreich mit seiner Gattin Maria Theresia von Österreich-Toskana die neue Verbindung aus. Von ihrer Residenz aus fuhren sie mit einem Kraftwagen zum Bahnhof Groß Schwechat und stiegen dort in einen Wagen der II. Klasse ein. Das fürstliche Ehepaar, das in Bratislava mit Begeisterung aufgenommen wurde, kehrte anschließend – wiederum per Kraftwagen – nach Wien zurück.
Bereits am 18. Juli 1914 kam es zu einem ersten Unglück auf der Stadtstrecke, als ein Zug der Straßenbahnlinie K an der Kreuzung Marxergasse/Radetzkystraße vor dem Marineministerium mit einem Lokalbahnzug zusammenstieß. Der Lokomotivführer der Lokalbahn, der dem Straßenbahnzug die Vorfahrt zu geben hatte, konnte den Zusammenprall nicht mehr verhindern und rammte den Straßenbahnzug. Es gab lediglich fünf leichtverletzte Fahrgäste in der Straßenbahn.
Schon im ersten Betriebsjahr wurden über drei Millionen Fahrkarten verkauft. Dies hatte zur Folge, dass schon bald nach Eröffnung der Wagenpark um 70 Prozent erweitert werden musste. Hierbei wurden die Garnituren von zwei auf vier bis fünf Wagen verlängert. Wegen der eingeschränkten Tragfähigkeit der Donaubrücke konnten aber nur die ersten beiden als Kurswagen durchgehend von Wien bis Pressburg laufen, während die übrigen in Hainburg auf die Rückkehr des Zuges warteten. Im Güterverkehr, der nur zwischen Groß Schwechat und Kopčany stattfand, beförderte die Bahn beispielsweise Gemüse von der Schüttinsel nach Österreich und in der Gegenrichtung Milch nach Ungarn. Die Personen- und Frachtbeförderung erfolgte teilweise gemeinsam mittels gemischter Züge.
Die Bilanz des Jahres 1915, des ersten vollen Geschäftsjahrs, wies bereits einen Gewinn von 335.000 Kronen aus. Nur auf dem kurzen ungarischen Abschnitt kam es zu Verlusten. Sie führten dazu, dass aus Ersparnisgründen vorübergehend sogar der Direktor der Betreibergesellschaft sowie dessen Sohn und Tochter als Triebfahrzeugführer eingesetzt werden mussten. Eine wichtige Rolle kam der Pressburger Bahn bezüglich der Essgewohnheiten der Wiener zu, denn bis zum Ausbruch des Ersten Weltkrieges lockten die niedrigeren Gasthauspreise in Pressburg diese scharenweise zu Tagesfahrten in die Nachbarstadt.

### Erster Weltkrieg und Folgen
Die 1915 einsetzende allgemeine Lebensmittelverknappung, wobei die Versorgungslage im österreichischen Teil der Monarchie schlechter als im ungarischen war, führte zu einer dramatischen Zunahme der Hamsterfahrten auf der Pressburger Bahn. Brot, Mehl, Zucker, Fett und Kaffee waren damals nur noch mit Lebensmittelmarken erhältlich; zur Erzeugung von Ersatzprodukten wurde auf Beimengungen von Rüben und Mais zurückgegriffen. Weil sich die Hauptstadtbevölkerung alternativ bei den Bauern auf dem Land mit Gemüse und Kartoffeln eindeckte, waren die Züge damals bis auf die Trittbretter besetzt. Der Export von Lebensmitteln aus Ungarn nach Österreich war dabei verboten. So bekam seinerzeit auch die ehemalige Kronprinzessin Stephanie Schwierigkeiten, als sie nach einer Reise auf ihr Schloss Oroszvár versuchte, zwei Kilogramm Mohn nach Österreich einzuführen.
Mit dem Ende des Ersten Weltkrieges kam es bei der Pressburger Bahn zu größeren Veränderungen. Nachdem Truppen der neugegründeten Tschechoslowakei am 31. Dezember 1918 die Pressburger Donaubrücke besetzt und die Gleise herausgerissen hatten, konnte die in der Stadt gelegene Landesbahnstation in den frühen Nachmittagsstunden des 1. Jänner zum letzten Mal benützt werden. Die von Pressburg Richtung Wien Flüchtenden legten den sechs Kilometer langen Weg zur Weiterfahrt vom Landesbahnhof Kittsee zu Fuß zurück. Infolgedessen fuhren die Züge nurmehr bis zum Systemwechselbahnhof Kittsee, und in der Nacht vom 14. auf den 15. August 1919 wurde die Brücke gänzlich verbarrikadiert.
Der allgemeine Zugbetrieb war zu dieser Zeit somit stark gedrosselt und verlief sehr unregelmäßig. Auf Grund der bürgerkriegsähnlichen Zustände in Ungarn wurde der Verkehr vom 27. April bis zum 2. Oktober 1919 nur auf österreichischer Seite aufrechterhalten und bis Berg NÖ geführt. In Österreich kamen die Auswirkungen des Ersten Weltkrieges wie Inflation und Energiemangel ebenfalls zum Tragen, weshalb der Betrieb 1919 und 1920 immer wieder kurz- und auch längerfristig unterbrochen wurde.
Nachdem sich die Lage in der Tschechoslowakei stabilisiert hatte, gestattete diese ab dem 2. Oktober 1919 wieder Lokalbahnzüge zwischen dem nunmehrigen Bratislava und Kopčany. Auf österreichischer Seite folgte die Genehmigung für die Wiederaufnahme des grenzüberschreitenden Betriebs am 18. Dezember 1919. Ab dem 21. Mai 1920 fuhren dann wieder Züge von Wien nach Kopčany, wo eine Pass- und Zollkontrolle stattfand. Reisende bis Pressburg mussten dort fortan auf die Lokalzüge umsteigen, um an ihr Ziel zu kommen, das sie nach 24 Minuten erreichten. Der Bahnbetrieb war seitdem in zwei Abschnitte geteilt. Aus der P.O.H.É.V. wurde 1920 ferner die Lokálnej Elektrickej Železnice Bratislava–Zemská Hranica, kurz B.Z.H.

### 1920–1935
Bis zum Sommer 1920 wurde so verfahren, dass die Züge von Wien aus bis nach Berg-Landesgrenze fuhren, die Lokomotiven dort umsetzten und die meist zwei Kurswagen nach Pressburg bis zum Bahnhof Kopčany schoben. Dort wurden diese von B.Z.H.-Lokomotiven übernommen. Ab dem Sommer wurde dieses zu Lasten des tschechoslowakischen Betriebsteils gehende Verfahren eingestellt, und die Strecke von Kopčany bis zur Landesgrenze Berg wurde von 15.000 Volt Wechselspannung auf 550 Volt Gleichspannung umgestellt. Die derart umgebaute Strecke konnte ab dem 1. November 1920 in Betrieb genommen werden.
Nun wurde der Betrieb so abgewickelt, dass die beiden Kurswagen nach Pressburg von der aus Wien kommenden Lokomotive in der mittlerweile zum Bahnhof umgebauten Haltestelle Berg-Landesgrenze bis über die Staatsgrenze zur Tschechoslowakei, wo sich ein kurzer stromloser Abschnitt befand, geschoben und dort von einer bereitstehenden B.Z.H.-Lokomotive übernommen wurden. In Gegenrichtung setzte die B.Z.H.-Lokomotive bereits im Bahnhof Kopčany um und schob die Kurswagen nach Wien bis zum Grenzbahnhof Berg, wo sie wieder von der österreichischen Lokomotive übernommen wurden. Damit hatte sich das kurzzeitig angewandte System vom Bahnhof Kopčany nach Berg verschoben.
Zum 1. Mai 1921 übernahm die städtische Verkehrsgesellschaft Bratislavas im Auftrag der B.Z.H. die Betriebsführung auf dem gesamten tschechoslowakischen Abschnitt der Pressburger Bahn. Vom 1. Juni 1922 an fanden außerdem getrennte Passkontrollen statt, auf österreichischer Seite in Berg und auf tschechoslowakischer Seite in Kopčany. Die Wiederaufnahme des direkten Verkehrs auf der Landesbahn Preßburg–Wien wurde für den 20. Dezember 1923 gemeldet. Auf der österreichischen Seite übernahmen ferner zum 1. Jänner 1921 die Österreichischen Bundesbahnen den Betrieb von den NÖLB, die 1922 aufgelöst wurden.
Aufgrund ihrer Lage als einzige elektrische Vollbahn im Umfeld von Wien, dem Sitz der österreichischen Elektroindustrie, wurde die Strecke ab 1923 immer wieder als Teststrecke für Elektrolokomotiven und -triebwagen herangezogen. So fuhren unter anderem Maschinen der BBÖ-Reihen 1100, 1029 und 1080 auf der Pressburger Bahn zur Probe. Auch der letztendlich erfolglose Prototyp 1470.001 und der Triebwagen ET 11 wurden hier getestet. Aufgrund der leicht abweichenden Oberleitungsgeometrie der Strecke erhielten die Lokomotiven breitere Stromabnehmer-Wippen.

### Partielle Umspurung im Jahr 1935
Da die normalspurige Strecke zur Grenze im meterspurigen Straßenbahnnetz Bratislavas einen Fremdkörper darstellte, wurde sie am 5. Oktober 1935 vorübergehend eingestellt und unter dem Linienbuchstaben K ein Schienenersatzverkehr mit Autobussen eingerichtet. Strecke und Fahrzeuge wurden in dieser Zeit auf Meterspur umgebaut und am 5. Januar 1936 als Straßenbahnlinie E wiedereröffnet. Diese durchquerte Petržalka mittels zweigleisiger Neubaustrecke auf etwas kürzerem Weg und fuhr bis Kittsee alle 20 Minuten, während die Endstation an der Grenze nur im Anschluss zu den Zügen von und nach Wien bedient wurde. Somit mussten die Reisenden fortan in Berg aussteigen, um zu Fuß über die Grenze zum anderen Verkehrsmittel zu gelangen. Die Pass- und Zollformalitäten mussten in einer gemeinsamen Abfertigungshalle erledigt werden.

### 1938–1945

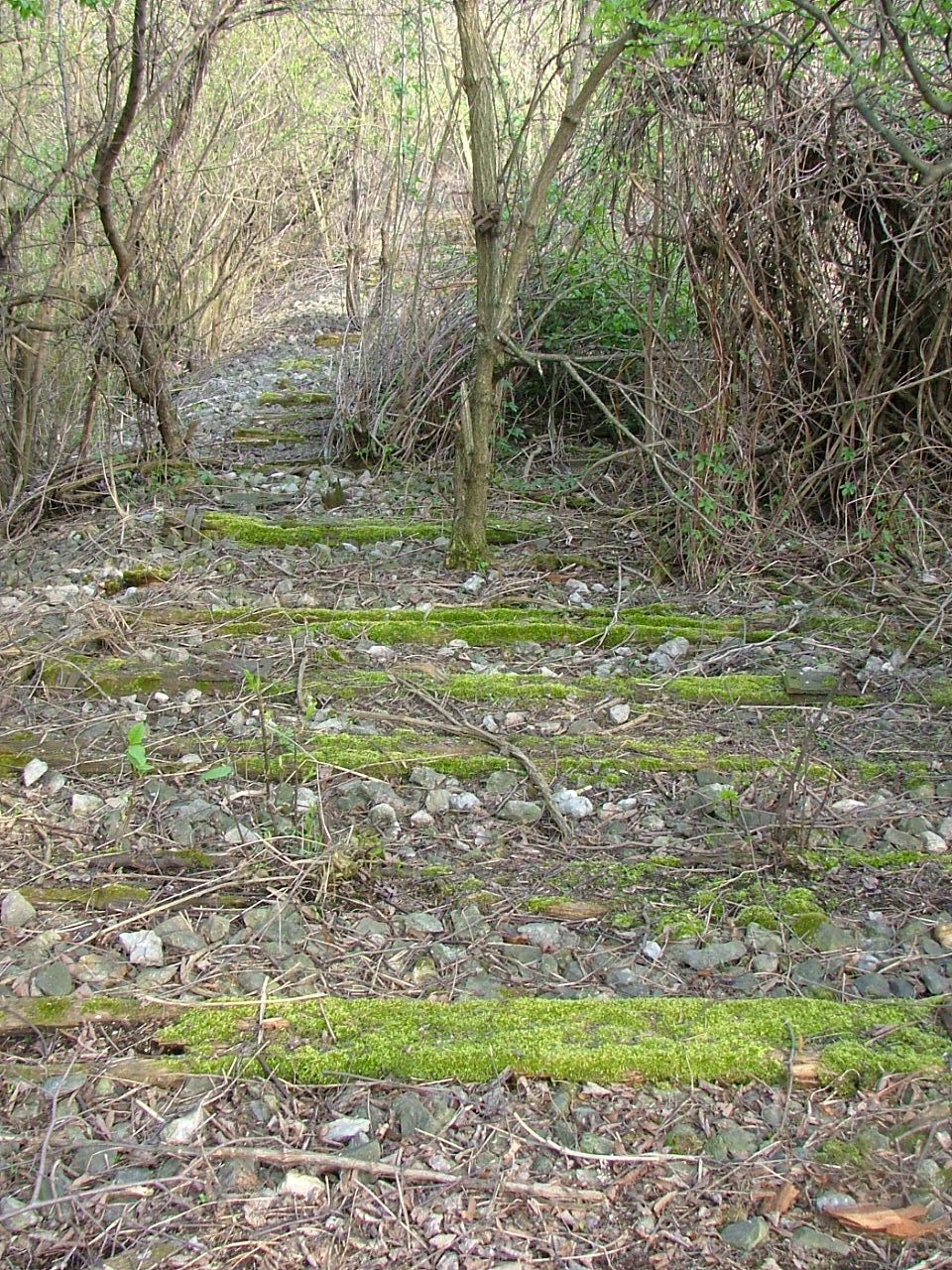
Reste der Schwellen auf slowakischer Seite nahe dem Grenzübergang Berg

Am 1. Oktober 1938 wurde das Sudetenland von Einheiten der Wehrmacht besetzt und in der Folge vom Deutschen Reich annektiert. Zum Sudetenland gehörte auch Petržalka, jetzt wieder Engerau genannt. Die Pressburger Stadtstrecke wurde am 7. Oktober 1938 eingestellt und der Betrieb zum Bahnhof Engerau vom 10. Oktober 1938 bis zum 11. April 1941 mit deutschen Autobussen aufrechterhalten.
Zur Versorgung von dort ansässigen Rüstungsbetrieben gab es ab Ende 1939 Bestrebungen zur Reaktivierung der Strecke nach Engerau. Die Pläne konkretisierten sich 1940, und am 10. Jänner 1941 konnte die bis in den Bahnhof Engerau verlängerte Strecke eröffnet werden, die jetzt durchgängig mit Wechselstrom betrieben wurde. Eine Weiterführung bis in die Pressburger Innenstadt war hingegen nicht mehr Gegenstand der Planungen.
Ab dem 1. November 1943 wurden wegen des hohen Verkehrsaufkommens – damals frequentierten vor allem Fronturlauber die Strecke – Verstärkungsfahrten vom Wiener Aspangbahnhof über Simmering, den Wiener Zentralfriedhof und weiter Richtung Schwechat aufgenommen. Kriegsbedingt kam es ab 1944 immer wieder zu Betriebseinstellungen. Wegen der Kampfhandlungen in ihrem Bereich wurde die Pressburger Bahn im Frühjahr 1945 von sämtlichen Fahrzeugen geräumt, und der Betrieb wurde am 3. April 1945 eingestellt.

### Nach 1945

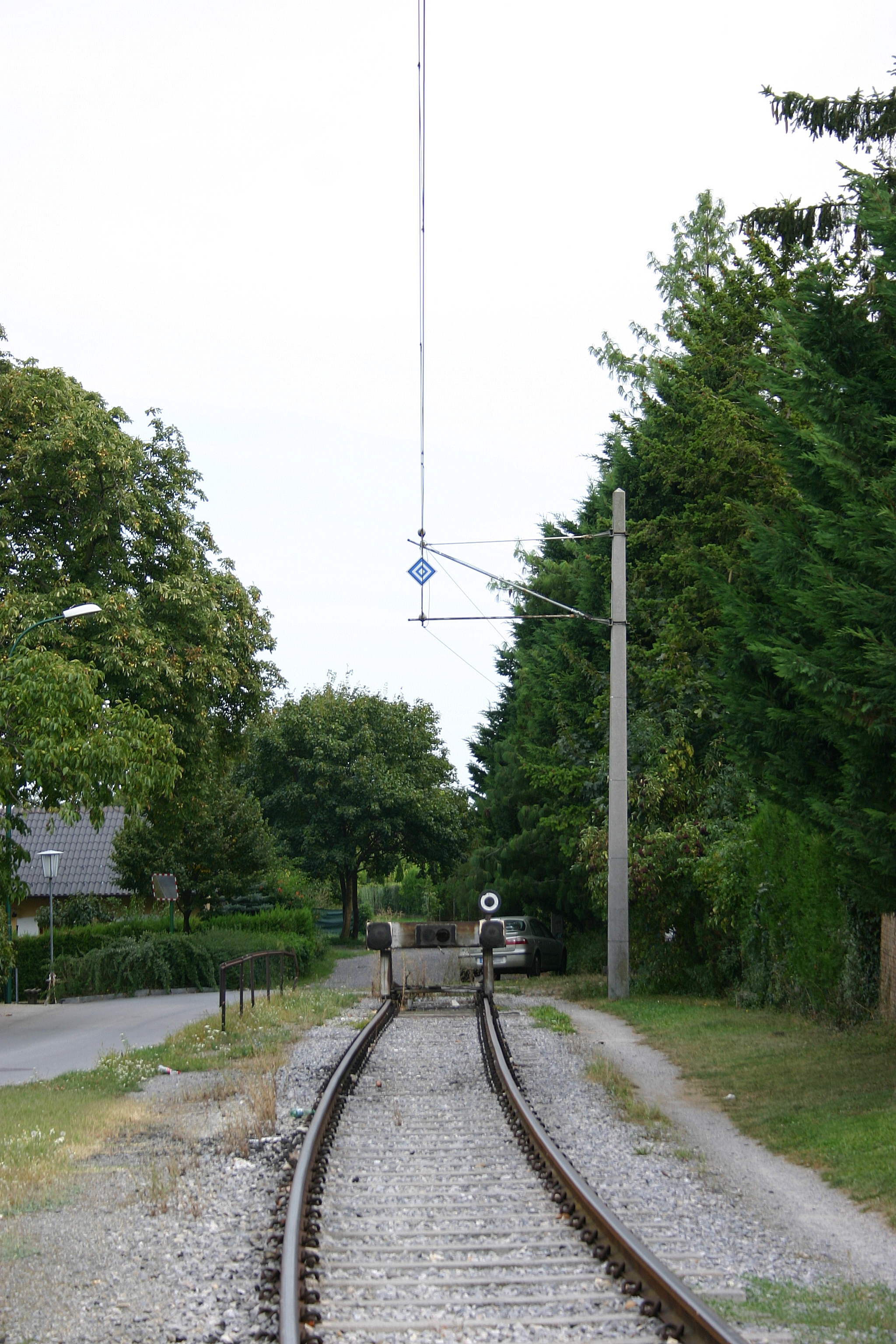
Heutiges Streckenende in Wolfsthal

Nach Kriegsende – die Rote Armee hatte Mitte April 1945 Wien erobert – wurde der Verkehr auf der Pressburger Bahn ab dem 26. Juli 1945 sukzessive auf mehreren Teilstücken mit Dampflokomotiven wiederaufgenommen, wobei vor allem Flüchtlinge für chaotisch überfüllte Züge sorgten. Lediglich die Wiener Stadtstrecke wurde bei der Schlacht um Wien anlässlich der Sprengung der über sie führenden Donaukanalbrücken so nachhaltig zerstört, dass sie nach 1945 nicht mehr hergerichtet wurde. Die Zufahrt erfolgte nun ausschließlich über die Aspangbahn. Das Gleismaterial der Stadtstrecke wurde bis 1948 größtenteils abgebaut und zur Behebung der Schäden an der Überlandstrecke verwendet. 1948 führten Verhandlungen zwischen den Bundesbahnen und den Wiener Verkehrsbetrieben zur Übernahme der Stadtstrecke bis Groß-Schwechat zu keiner Einigung und sie wurde aufgelassen.
Im März 1946 wurde auch der elektrische Betrieb wiederaufgenommen. Nachdem mittlerweile die letzten noch zerstörten Brücken des Viadukts in Hainburg repariert worden waren, konnte ab dem 1. Juli 1946 wieder bis Wolfsthal gefahren werden. Wegen der geringen Inanspruchnahme wurde jedoch das Stück von Wolfsthal bis zur zeitweiligen Endstation Berg-Landesgrenze nicht mehr bedient. Dennoch fuhren hier noch einige Zeit nach Kriegsende Güterzüge mit Dampflokomotiven, die Demontagegut aus den ehemaligen Rüstungsbetrieben im Raum Engerau/Berg in die Sowjetunion abtransportierten. Danach wurde das Gleis unmittelbar vor der Landesgrenze unterbrochen und auf österreichischer Seite bis zum Jahr 1959 abgetragen. Auf slowakischer Seite, wo später im Grenzstreifen eine Betonmauer über die verwaisten Gleisreste errichtet wurde, war es noch bis in die 1980er Jahre vorhanden.
Ab 14. Mai 1950 verkehrten Züge der Pressburger Bahn durchgehend von Wien Hauptzollamt bis Wolfsthal. In Groß Schwechat erfolgte die Umspannung von Dampf- auf Elektrolokomotive. Nachdem die originalen Wagen der Strecke aufgrund unterschiedlich hoher Bahnsteigkanten vorerst nicht durchgehend eingesetzt werden konnten, kamen zumeist Wiener Stadtbahnwagen und später Spantenwagen zum Einsatz. Nach einem Umbau der Pressburger-Bahn-Wagen konnten diese dann durchgehend bis Wien Hauptzollamt eingesetzt werden.
Im Zuge der Einführung der Wiener Schnellbahn wurde die Zulaufstrecke vom Aspangbahnhof nach Schwechat elektrifiziert und zugleich die Abfahrtsstelle der Pressburger Bahn nach Wien Nord verlegt. Am 17. Jänner 1962 konnte der durchgehende elektrische Verkehr von Wien Nord nach Wolfstal aufgenommen werden, was ein Umspannen in Schwechat obsolet machte. Zeitgleich wurden die Zugförderung Groß Schwechat aufgelöst und die Fahrzeuge in Wien Nord beheimatet. Bis 1974 erfolgte der Ersatz der ursprünglichen Lokomotiven Reihe 1072 durch Schnellbahn-Triebwagen der Reihe 4030.
Zu Beginn der 1960er Jahre mietete sich ELIN in die ehemalige Lokomotivwerkstätte in Groß Schwechat ein und rüstete hier Lokomotiven der ÖBB-Reihe 1042 elektrisch aus, deren mechanischen Teil die WLF Floridsdorf baute.

### Neutrassierung beim Flughafen und Integration in die Schnellbahn

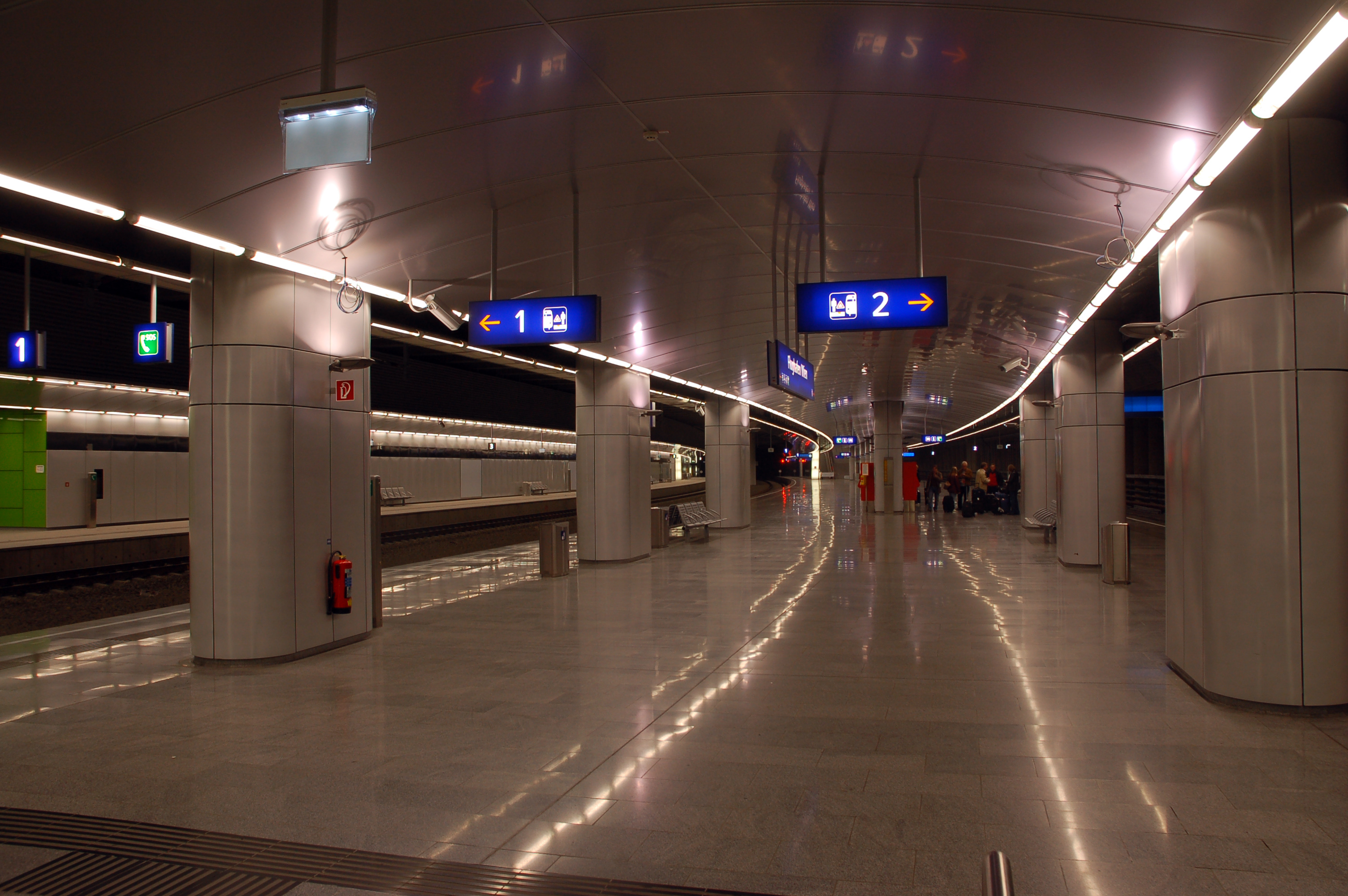
Der 1977 eröffnete unterirdische Bahnhof Flughafen Wien

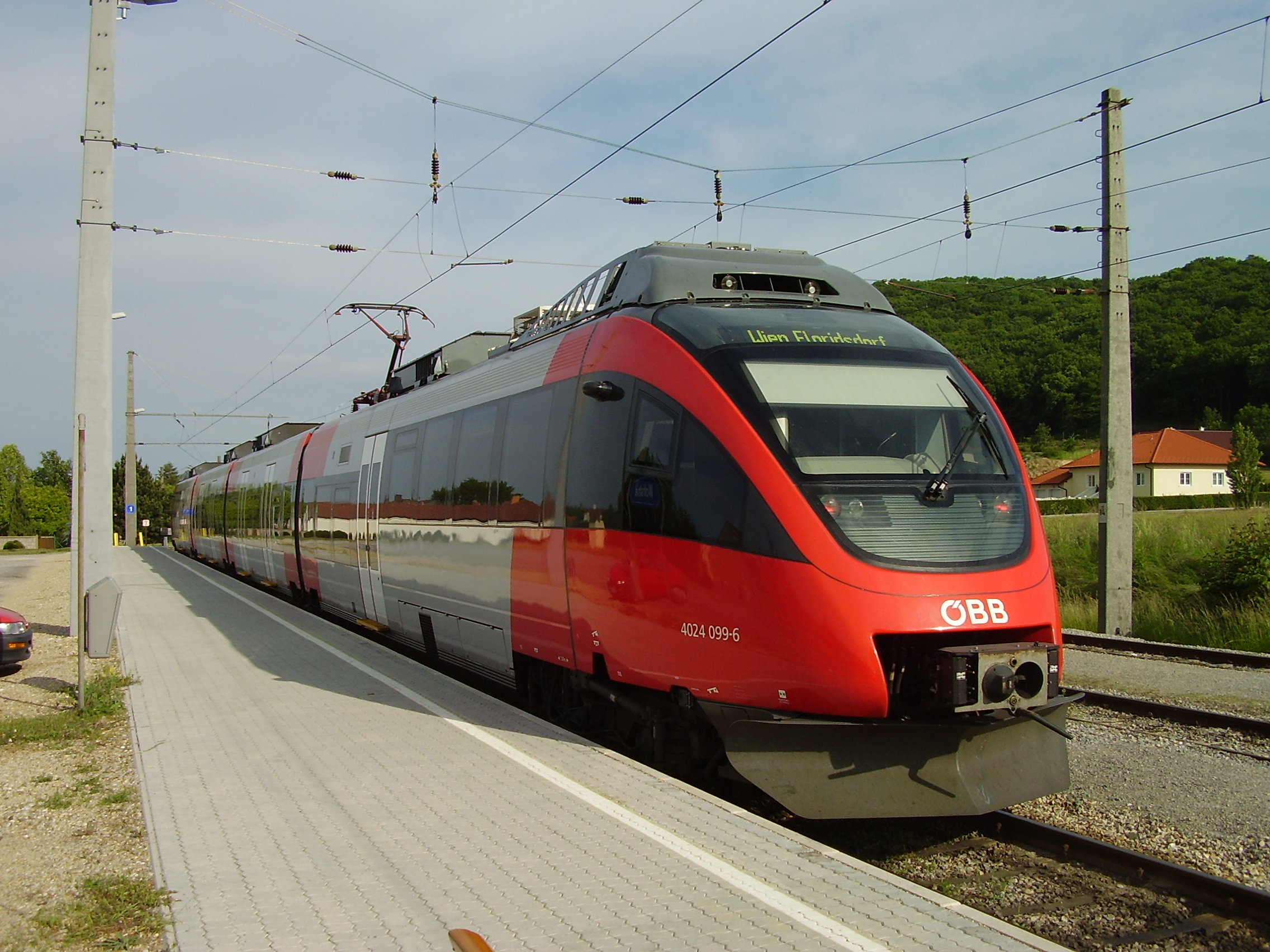
Ein Bombardier Talent im Endbahnhof Wolfsthal

Der Bau der 1977 eröffneten zweiten Landebahn des Wiener Flughafens erforderte eine Neutrassierung der Pressburger Bahn. Sie unterquert – ebenfalls seit 1977 – das Gelände mittels zweier Tunnel, des Stationstunnels und des Pistentunnels. Seit jenem Jahr ist die Strecke außerdem zwischen Schwechat und Wolfsthal in das Netz der S-Bahn Wien, damals noch Schnellbahn genannt, integriert und wird von deren Linie S7 bedient. Sie dient vor allem der Anbindung des Flughafens an die Bahnhöfe Wien Praterstern und Wien Mitte, wobei viele Züge von Floridsdorf oder weiter entfernten S-Bahn-Stationen kommen. Die Verlängerung über Kopčany nach Bratislava wurde in den 1990er Jahren diskutiert, konnte jedoch nicht realisiert werden, da der Bahngrund zwischen Wolfsthal und Berg von den ÖBB verkauft worden war.
Mit Hilfe der Götzendorfer Spange, einer geplanten Abzweigung von der Pressburger Bahn zur Ostbahn, könnte eine durchgehende Verbindung Wien–Flughafen Wien–Bratislava-Petržalka realisiert werden. Die schnelle Bahnverbindung Wien–Pressburg verläuft auf dem Marchegger Ast nördlich der Donau zum Pressburger Hauptbahnhof und auf der Ostbahn in Richtung Budapest, südlich der Donau, in Parndorf abzweigend über Kopčany nach Petržalka. Beide Linien hatten nach der Schließung des Südbahnhofs am 12. Dezember 2009 ihren Ausgangspunkt im provisorischen Bahnhof Wien Südbahnhof (Ostseite) und werden seit 9. Dezember 2012 vom neuen Wiener Hauptbahnhof (Bahnsteige 9–12) aus geführt.
Im Dezember 2007 publizierte Überlegungen der Wiener Lokalbahnen, die Pressburger Bahn ab 2013 mit straßenbahnähnlichen Triebwagengarnituren vom Stadtzentrum Wiens nach Pressburg wiederzubeleben, wurden nicht weiterverfolgt.

### Zweigleisiger Ausbau
In den 1990er Jahren wurde die Strecke zwischen Schwechat und Flughafen Wien zweigleisig und nach Hochleistungsstrecken-Kriterien – das heißt unter anderem größerer Gleisabstand und keine niveaugleichen Kreuzungen mit Straßen – ausgebaut, was einem Neubau der Strecke gleichkam. Die damals versprochene Verdoppelung der Zugzahl zum Flughafen von einem Halbstundentakt auf einen Viertelstundentakt wurde durch den ebenfalls halbstündlich verkehrenden, aber nicht in den Verkehrsverbund Ost-Region (VOR) integrierten City Airport Train (CAT) verwirklicht, der seit 2003 verkehrt. Die Anrainer waren mit dieser Entscheidung nicht zufrieden, da der CAT nonstop zum Flughafen fährt und Schwechat sowie Mannswörth damit weiterhin nur halbstündlich bedient werden.
Ursprünglich war geplant, im Rahmen des Ausbaus zwischen Kaiserebersdorf und Mannswörth einen Tunnel zu bauen, um die langsame Durchfahrt durch Schwechat zu beschleunigen. Aufgrund von Problemen mit dem Grundwasser wurden dieser Plan wieder verworfen und die Bestandsstrecke ausgebaut. Dadurch konnte die Geschwindigkeit von 40–70 km/h auf 60–100 km/h angehoben werden. Am 29. Mai 1994 fand der feierliche Spatenstich mit Landeshauptmann Erwin Pröll und Verkehrsminister Viktor Klima statt, im Jahr 2000 konnte der zweigleisige Ausbau abgeschlossen werden.

## Umbenannte Betriebsstellen
Folgende Betriebsstellen der Pressburger Bahn wechselten im Laufe der Jahre ihre Bezeichnung:
| heutige / letzte Bezeichnung              | frühere Bezeichnungen                                                                   |
| ----------------------------------------- | --------------------------------------------------------------------------------------- |
| Wien Großmarkthalle                       | Wien Großmarkthalle Landesbahn                                                          |
| Rotundenbrücke                            | Sofienbrücke (bis 31. Mai 1922)                                                         |
| Stadionbrücke                             | Kaiser-Josef-Brücke (bis 6. November 1919), Schlachthausbrücke (bis 27. August 1937)    |
| Artilleriekaserne                         | Kaiserebersdorf Ladestelle (bis 10. März 1923), Kaiserebersdorf Lokalbahn, Neusimmering |
| Zinnergasse                               | Kaiserebersdorf Zinnergasse                                                             |
| Dreherstraße                              | Dreherstraße Linienamt                                                                  |
| Schwechat                                 | Groß Schwechat                                                                          |
| Schwechat Flughafen Wien                  | Schwechat Ost (bis 1. Mai 1941), Heidfeld (bis 2. Juni 1957)                            |
| Flughafen Wien                            | Flughafen Wien-Schwechat                                                                |
| Fischamend                                | Markt Fischamend                                                                        |
| Maria Ellend a.d. Donau                   | Kroatisch Haslau (bis 1923), Haslau-Maria Ellend                                        |
| Petronell-Carnuntum                       | Petronell                                                                               |
| Bad Deutsch-Altenburg                     | Deutsch-Altenburg                                                                       |
| Hainburg a.d. Donau Kulturfabrik          | Hainburg a.d. Donau Frachtenbahnhof (bis 12. Dezember 2010)                             |
| Hainburg a.d. Donau Personenbahnhof       | Hainburg a.d. Donau Stadt                                                               |
| Berg                                      | Berg in N.Ö. Landesbahn (bis 1. Mai 1939)                                               |
| Kopčany dopravná výhybňa                  | Köpcsény Forgálami kiterő                                                               |
| Kopčany                                   | Köpcsény, Kittsee                                                                       |
| Bratislava-Petržalka                      | Ligetfalu, Engerau                                                                      |
| Petržalka továrenská kolónia              | Ligetfalu gyártelep                                                                     |
| Petržalka horná zastávka                  | Ligetfalu felsö megállóhely                                                             |
| Petržalka Viedenská hradská               | Ligetfalu Bécsi országút                                                                |
| Petržalka                                 | Ligetfalu                                                                               |
| Petržalka Veslársky klub                  | Ligetfalu Hajós egylet                                                                  |
| Petržalka výhybňa                         | Ligetfalu Liget                                                                         |
| Bratislava Veliteľstvo armádneho zboru    | Pozsony Hadtest parancsnokság                                                           |
| Bratislava Námestie Korunovačného pahorku | Pozsony Koronázási dombtér                                                              |
| Bratislava Hotel Savoy                    | Pozsony Savoy szálloda                                                                  |
| Bratislava Červený vôl                    | Pozsony Vörös Ökör                                                                      |

## Fahrzeuge

### Originalbestand
|  | Besitzer            | Gattung                    | Nummern                                           | Anzahl | Beschreibung | Achsen | Bemerkung |
|  | L.W.P. / P.O.H.É.V. | Ewp                        | 1–8                                               | 08     | Elektrische Wechselstrom-Personenzuglokomotive | 4      | später BBÖ 1005, DR E 72, ÖBB 1072, Maschine Nummer 6 als einzige im Besitz der P.O.H.É.V.                                   |
|  | L.W.P.              | Ewl                        | 1–3                                               | 03     | Elektrische Wechselstrom-Lastzuglokomotive | 4      | später BBÖ 1060, DR E 60 |
|  | L.W.P.              | Eg                         | 1–4                                               | 04     | Elektrische Gleichstrom-Lokomotive | 2      | für die Wiener Stadtstrecke, später BBÖ 1085, DR E 171, ÖBB 1985                                                             |
|  | L.W.P.              | BCah BCDah BCDFah Cah CDah | 1200–1211 1300–1303 1400–1402 1500–1504 1700–1703 | 28     | Personenwagen zweite und dritte Klasse Personenwagen zweite und dritte Klasse mit Gepäckabteil Personenwagen zweite und dritte Klasse mit Gepäck- und Postabteil Personenwagen dritte Klasse Personenwagen dritte Klasse mit Gepäckabteil | 4      | für die Gesamtstrecke, Erstlieferung von 1913 mit offenen Plattformen, Nachbestellung von 1916 mit geschlossenen Plattformen |
|  | P.O.H.É.V.          | Eg                         | 5–6                                               | 02     | Elektrische Gleichstrom-Lokomotive | 4      | für die Pressburger Stadtstrecke                                                                                             |
|  | L.W.P.              | Eg                         | 7–8                                               | 02     | Elektrische Gleichstrom-Lokomotive | 4      | für die Wiener Stadtstrecke, später BBÖ 1478, DR E 172                                                                       |
|  | L.W.P.              | Cmg                        | 1600–1609                                         | 10     | Motorwagen dritte Klasse für Gleichstrombetrieb | 2      | für die Wiener Stadtstrecke, später BBÖ ET 24, DR ET 187, ÖBB 4924                                                           |
|  | L.W.P.              | Ch                         | 1525–1533                                         | 09     | Beiwagen dritte Klasse | 2      | für die Wiener Stadtstrecke, baugleich zu den Triebwagen 1600–1609                                                           |
|  | P.O.H.É.V.          | Cmg                        | 1610–1613                                         | 04     | Motorwagen dritte Klasse für Gleichstrombetrieb | 2      | für die Pressburger Stadtstrecke                                                                                             |
|  | P.O.H.É.V.          | Ch                         | 1534–1536                                         | 03     | Beiwagen dritte Klasse | 2      | für die Pressburger Stadtstrecke, baugleich zu den Triebwagen 1610–1613                                                      |
|  | P.O.H.É.V.          | Gk                         | 201–203                                           | 03     | gedeckter Güterwagen | 2      | |
|  | L.W.P.              | Gol                        | 428–442                                           | 15     | gedeckter Güterwagen | 2      | |
|  | L.W.P.              | Gk                         | 700–702                                           | 03     | gedeckter Güterwagen | 2      | |
|  | L.W.P.              | Gk                         | 751–762                                           | 12     | gedeckter Güterwagen | 2      | |
|  | P.O.H.É.V.          | Jk                         | 101–102                                           | 02     | offener Güterwagen | 2      | |
|  | L.W.P.              | Jkg                        | 800–853                                           | 04     | offener Güterwagen | 2      | |
|  | L.W.P.              | Jk                         | 900–901                                           | 02     | offener Güterwagen | 2      | |
|  | L.W.P.              | Jk                         | 950–953                                           | 04     | offener Güterwagen | 2      | |

Ein Teil der Fahrbetriebsmittel der L.W.P. wurde dabei vom Architekten Otto Wagner gestaltet. Als Besonderheit hatten alle Lokomotiven beider Gesellschaften, ebenso wie alle Güterwagen, zwei verschiedene Kupplungssysteme. Sie verfügten sowohl über reguläre Zug- und Stoßeinrichtungen einer Vollbahn, das heißt Puffer und Schraubenkupplungen, als auch über eine – etwas tiefer gelegene – Mittelpufferkupplung in Form einer Trichterkupplung. Im Gegensatz dazu hatten die Trieb- und Beiwagen für die beiden Stadtstrecken – ebenso wie die vierachsigen Reisezugwagen für die Gesamtstrecke – ursprünglich ausschließlich Trichterkupplungen. Ursächlich hierfür waren die engen Radien auf den Stadtstrecken; die langen Personenwagen konnten wegen der Gefahr der Überpufferung deshalb nicht mit Regelpuffern ausgestattet werden.
Die Lokomotiven für die Stadtstrecken leisteten dabei, der geringen Fahrgeschwindigkeit entsprechend, nur etwa 200 PS, während auf der Fernstrecke 800 PS starke Maschinen die Züge führten. In Pressburg zog dabei statt einer Lokomotive zum Teil auch einer der Triebwagen einen vierachsigen Reisezugwagen.

### Nichtoriginale Fahrzeuge, die auf der Pressburger Bahn eingesetzt wurden und werden

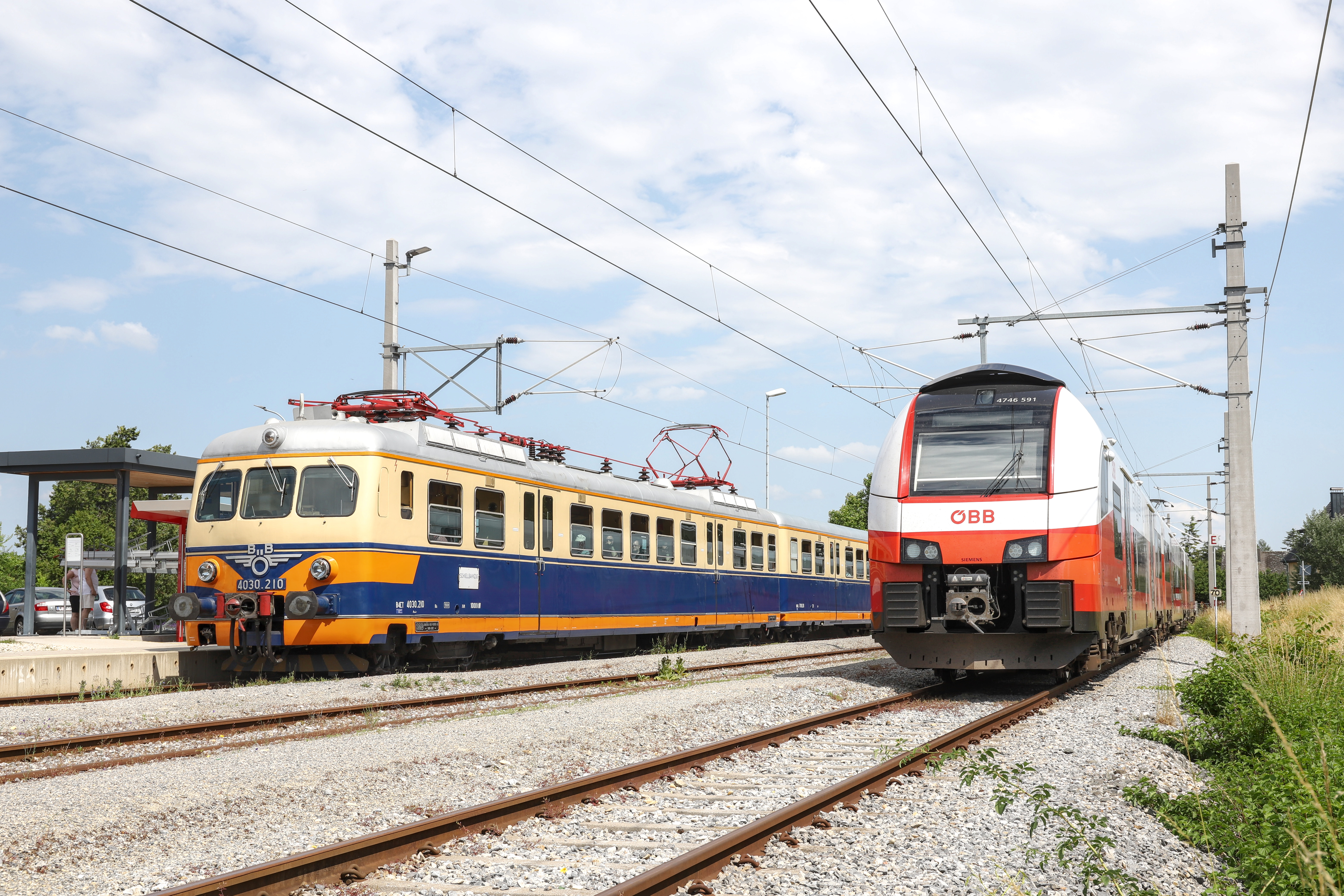
Museumsfahrzeug 4030.210 und Triebzug 4746 591 in Wolfsthal (2024)

- ÖBB 1046
- ÖBB 1073
- ÖBB 1080
- ÖBB 1979
- ÖBB 4020
- ÖBB 4030
- ÖBB 4024
- ÖBB 4060
- ÖBB 4061
- ÖBB 4746
- Wiener Stadtbahnwagen
- Spantenwagen